# گیاهان گل‌دار
گیاهان گُل‌دار (به انگلیسی: Flowering plants)، گیاهانی هستند که گل و میوه می‌دهند و تبارشاخه نهان‌دانگان را تشکیل می‌دهند، که معمولاً نهان‌دانه نامیده می‌شود. اصطلاح "نهان‌دانگان" از واژه‌های یونانی angeion ("محفظه، ظرف") و sperma ("بذر") گرفته شده و به گیاهانی گفته می‌شود که دانه خود را در یک میوه تولید می‌کنند. آنها با ۶۴ راسته، ۴۱۶ خانواده، تقریباً ۱۳۰۰۰ سرده و ۳۰۰۰۰۰ گونه شناخته شده اند و متنوع‌ترین گروه از رویان‌داران هستند. نهان‌دانگان در گذشته ماگنولیاتباران (Magnoliophyta) نامیده می‌شدند.
نهان‌دانگان مانند بازدانگان گیاهانی از پیدازادان هستند که دانه تولید می‌کنند. آنها با ویژگی‌هایی از جمله گل‌ها، درون‌دانه و تولید میوه‌هایی که دارای دانه هستند از بازدانگان متمایز می‌شوند.
اجداد گیاهان گل‌دار پیش از پایان دوره کربونیفر، بیش از ۳۰۰ میلیون سال پیش، از اجداد مشترک همهٔ بازدانگان زنده جدا شدند. نزدیک‌ترین خویشاوندان فسیلی گیاهان گل‌دار آشکار نیست و بحث‌برانگیز هستند.
نخستین فسیل‌های نهان‌دانگان به شکل گرده در حدود ۱۳۴ میلیون سال پیش در دوره کرتاسه پیشین است. در طول دوره کرتاسه، نهان‌دانگان به‌طور واگرایش سازشی پدید آمدند و در پایان دوره به گروه غالب گیاهان در سراسر سیاره تبدیل شدند که با کاهش و انقراض گروه‌های بازدانگان که در گذشته گسترده بودند سازگاری دارد. خاستگاه و گوناگونی نهان‌دانگان اغلب به‌عنوان «معمای نفرت‌انگیز داروین» شناخته می‌شود.
سنگواره گیاهی ۱۶۴ میلیون‌ساله، قدیمی‌ترین نمونه جوانه گل‌دار است، این فسیل که در منطقه مغولستان داخلی چین کشف شد، ۴٫۲ سانتی‌متر طول و ۲ سانتی‌متر عرض دارد و شامل یک ساقه، یک شاخه برگی، یک میوه پیاز شکل و یک جوانه گل کوچک به اندازه حدود ۳ میلی‌متر مربع است. پژوهشگران این گونه جدید را فلوریجِرمینیس ژوراسیکا (Florigerminis jurassica) نام‌گذاری کرده‌اند.

## ویژگی‌ها

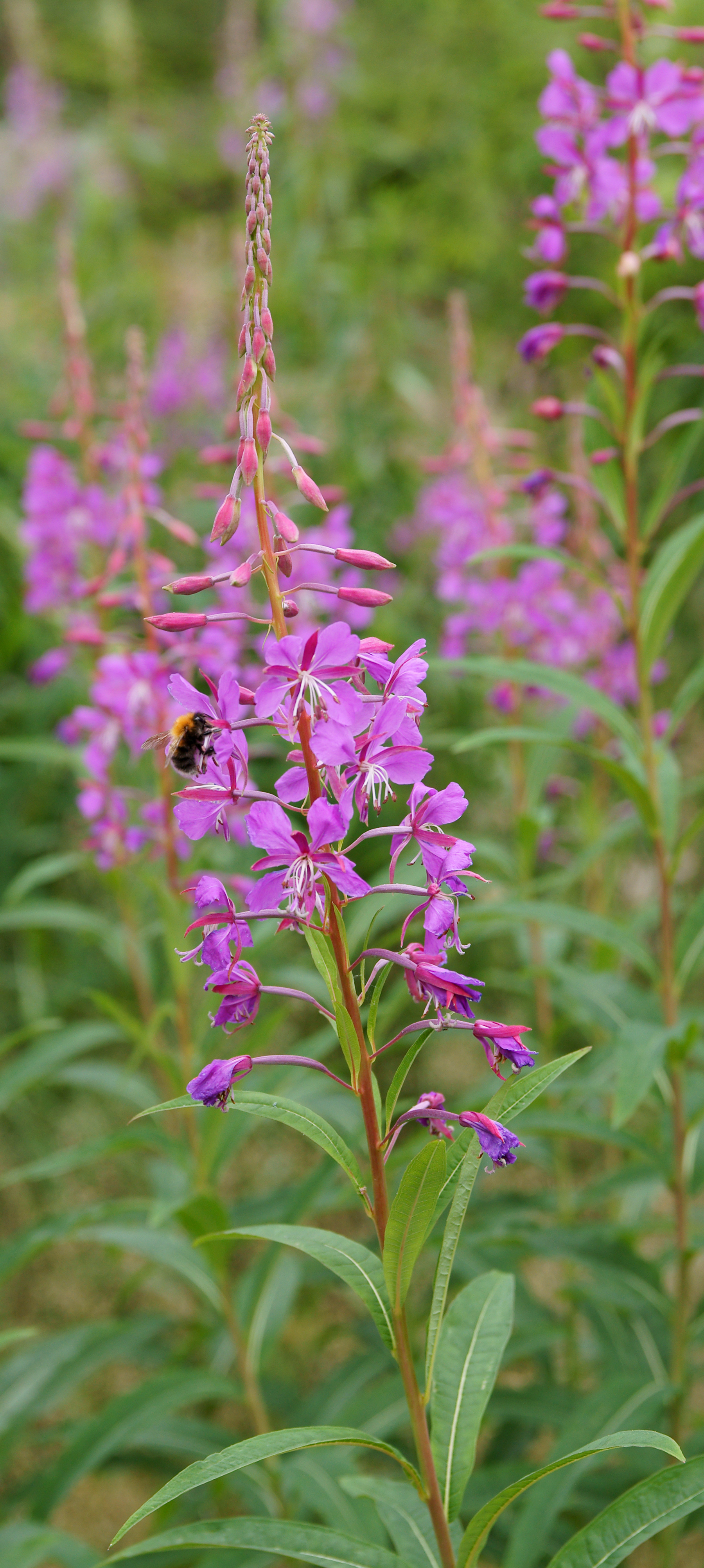
بید علفی آذرین که با نام‌های آتشین یا علف بیدگل سرخ نیز شناخته می‌شود، گیاهی گل‌دار از خانواده گل‌مغربیان است.

### ویژگی‌های نهان‌دانگان
نهان‌دانگان از جهات مختلفی با دیگر گیاهان بذری متفاوت هستند که در جدول زیر توضیح داده شده است. این ویژگی‌های متمایز در کنار هم، نهان‌دانگان را به متنوع‌ترین و پرشمارترین گیاهان زمینی و از نظر تجاری مهم‌ترین گروه برای انسان تبدیل کرده است.
| ویژگی                                                                                          | شرح |
| ---------------------------------------------------------------------------------------------- | --- |
| اندام‌های گل‌دهنده                                                                               | گل‌ها، اندام‌ها زایشی گیاهان گل‌دار، بارزترین ویژگی متمایزکننده آنها از دیگر گیاهان دانه‌دار هستند. گل‌ها ابزاری را برای نهان‌دانگان فراهم می‌کردند تا سیستم تکثیر گونه‌ای خاص‌تری داشته و از این رو، راهی برای فرگشت آسان‌تر به گونه‌های مختلف بدون خطر تلاقی با گونه‌های مرتبط داشته باشند. گونه‌زایی سریع‌تر سبب شد تا نهان‌دانگان با طیف گسترده‌تری از کنام سازگار شوند. این امر به گیاهان گل‌دار اجازه داد که تا اندازه زیادی بر بوم‌سازگان زمینی تسلط داشته باشند که نزدیک به ۹۰ درصد از همه گونه‌های گیاهی را شامل می‌شود.                  |
| پرچم با دو جفت کیسه گرده                                                                       | برچه‌ها بسیار سبک‌تر از اندام‌های مربوط به بازدانگان هستند و در طول زمان به سازگاری با نشانگان گرده‌افشانی تخصصی، مانند گرده‌افشان‌های خاص، به تنوع نهان‌دانگان کمک کرده‌اند. برچه‌ها نیز در طول زمان اصلاح شده‌اند تا از خودگشنی جلوگیری شود تا تنوع بیشتر را ممکن کرده است و در نهایت به نهان‌دانگان اجازه دهد تا کنام بیشتری را پر کنند. |
| کاهش گامتوفیت نر، سه یاخته                                                                     | گامتوفیت نر موجود در نهان‌دانگان در مقایسه با بذر گیاهان بازدانگان به‌طور قابل توجهی کاهش یافته است. اندازه کوچک‌تر گرده سبب کاهش زمان بین گرده‌افشانی (رسیدن دانه گرده به گیاه ماده) و لقاح می‌شود. در بازدانگان، لقاح می‌تواند تا یک سال پس از گرده‌افشانی رخ دهد، در حالی که در نهان‌دانگان، لقاح خیلی زود پس از گرده‌افشانی آغاز می‌شود. زمان کوتاه‌تر بین گرده‌افشانی و لقاح به نهان‌دانگان این امکان را می‌دهد که زودتر پس از گرده‌افشانی نسبت به بازدانگان بذر تولید کنند و به‌عنوان یک مزیت فرگشتی متمایز برای نهان‌دانگان فراهم می‌شود. |
| مادگی بسته که تخمک‌ها را دربر می‌گیرد (برچه یا برچه‌ها و قطعات جانبی ممکن است به میوه تبدیل شوند) | مادگی بسته نهان‌دانگان همچنین امکان سازگاری با نشانگان و کنترل‌های تخصصی گرده‌افشانی را فراهم می‌کند. این به جلوگیری از خودباروری کمک می‌کند و در نتیجه تنوع را افزایش می‌دهد. هنگامی که تخمدان بارور می‌شود، برچه و برخی از بافت‌ها پیرامون آن به میوه تبدیل می‌شوند. این میوه اغلب به‌عنوان یک جاذبه برای جانوران پراکننده دانه عمل می‌کند. رابطه مشارکتی حاصل، مزیت دیگری را برای نهان‌دانگان در فرایند پراکنش زیستی ایجاد می‌کند. |
| گامتوفیت ماده کاهش یافته، هفت سلول با هشت هسته                                                 | گامتوفیت ماده، مانند گامتوفیت نر کاهش‌یافته، ممکن است سازگاری باشد که امکان بذردهی سریع‌تر را فراهم می‌کند، در نهایت سبب سازگاری‌های گیاهان گل‌دار مانند چرخه‌های زندگی علفی سالانه می‌شود و به گیاهان گل‌دار اجازه می‌دهد تا حفره‌های بیشتری را پر کنند. |
| درون‌دانه                                                                                       | به‌طور کلی تشکیل درون‌دانه پس از لقاح و پیش از نخستین تقسیم زیگوت آغاز می‌شود. درون‌دانه یک بافت بسیار مغذی است که می‌تواند برای رویان در حال رشد، لپه‌ها و گاهی نهال در حال جستن غذا فراهم کند. |

### کالبدشناسی آوند

برش عرضی ساقه نهان‌دانگان، کتان:۱. مغز، ۲. پروتوکسیلم، ۳. بافت چوبی، ۴. بافت آبکش، ۵. اسکلرانشیم (الیاف پایه)، ۶. قشر، ۷. روپوست

ساقه‌های نهان‌دانگان از هفت لایه تشکیل شده است که در سمت چپ نشان داده شده است. میزان و پیچیدگی تشکیل بافت در گیاهان گل‌دار از بازدانگان بیشتر است.
در دولپه‌ها دسته‌های آوندی ساقه به گونه‌ای قرار گرفته‌اند که آوند چوبی و آبکش حلقه‌های متحدالمرکز تشکیل می‌دهند. دسته‌های ساقه بسیار جوان در یک حلقه باز مرتب شده‌اند و یک مغز مرکزی را از یک قشر بیرونی جدا می‌کند. در هر بسته، لایه‌ای از مریستم یا بافت سازنده فعال به نام کامبیوم (Cambium)، آوند چوبی و آبکش را جدا می‌کند. با تشکیل یک لایه کامبیوم بین دسته‌ها (interfascicular cambium) یک حلقه کامل تشکیل می‌شود و افزایش منظم دوره‌ای در ضخامت ناشی از توسعه آوند چوبی در داخل و آبکش در خارج است. آبکش نرم خرد می‌شود، اما چوب سخت باقی می‌ماند و بخش عمده‌ای از ساقه و شاخه‌های چندساله چوبی را تشکیل می‌دهد. به‌دلیل تفاوت در ویژگی عناصر تولید شده در ابتدا و انتهای فصل، چوب در بخش عرضی به حلقه‌های متحدالمرکز، یکی برای هر فصل رشد، به نام حلقه‌های سالانه مشخص می‌شود. در بین تک‌لپه‌ها، دسته‌ها در ساقه جوان بیشتر هستند و در بافت زمینه پراکنده می‌شوند. آنها بدون کامبیوم هستند و به‌محض تشکیل، قطر ساقه تنها در موارد استثنایی افزایش می‌یابد.

### کالبدشناسی تولیدمثل

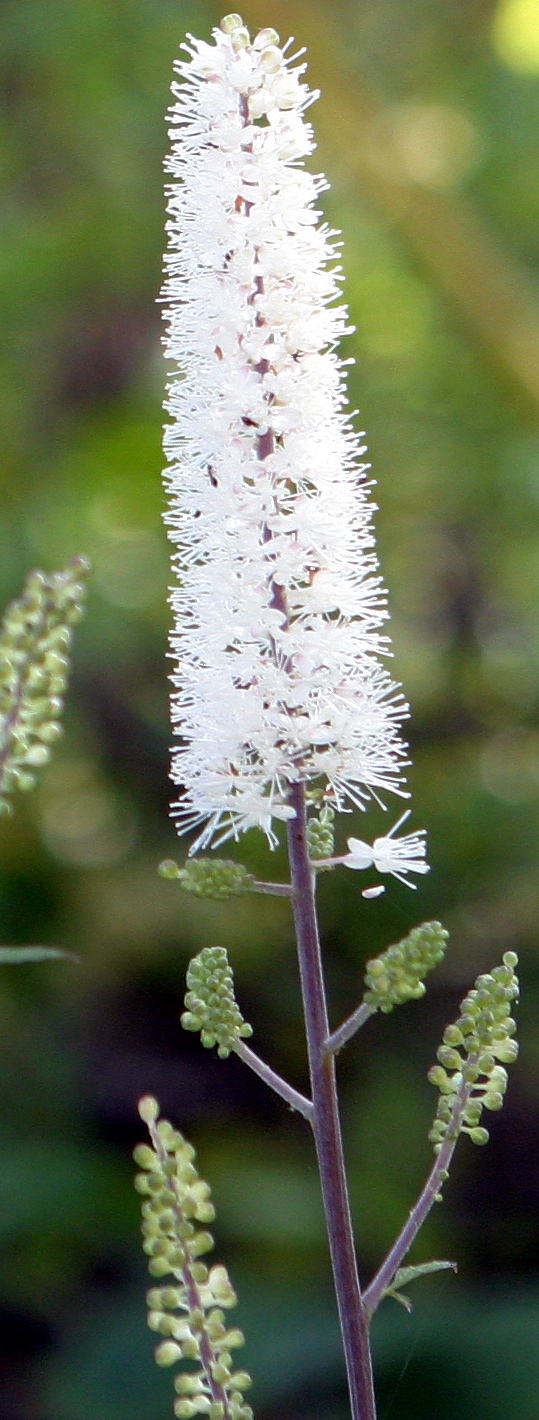
مجموعه‌ای از گل‌ها که گل‌آذین را تشکیل می‌دهند.

ویژگی بارز نهان‌دانگان گل است. گل‌ها تنوع چشمگیری در شکل و ویژگی نشان می‌دهند و قابل‌اعتمادترین ویژگی‌های خارجی را برای برقراری روابط بین گونه‌های نهان‌دانه فراهم می‌کنند. عملکرد گل تضمین لقاح تخمک و رشد میوه‌های دارای دانه است. دستگاه گل ممکن است در انتهای شاخه یا از کنار برگ (جایی که دمبرگ به ساقه می‌چسبد) ایجاد شود. به‌طور معمول، مانند گل بنفشه، بخش گل‌دار گیاه به شدت از بخش شاخ و برگ یا رویشی متمایز می‌شود و یک سیستم شاخه‌ای کم و بیش پیچیده به نام گل‌آذین را تشکیل می‌دهد.
دو نوع سلول تولیدمثلی توسط گل‌ها تولید می‌شود. کوچک‌هاگ که برای تبدیل شدن به دانه‌های گرده تقسیم می‌شوند، سلول‌های «نر» هستند و در پرچم‌ها (یا ریزهاگ‌برگ‌ها) حمل می‌شوند.
سلول‌های «ماده» به نام بزرگ‌هاگ، که تقسیم می‌شوند و به سلول تخمک تبدیل می‌شوند (مگاگامتوژنز)، در تخمک قرار دارند و در برچه (Gynoecium) (یا بزرگ‌هاگ‌برگ) محصور می‌شوند.
گل ممکن است فقط از این قسمت‌ها تشکیل شده باشد، مانند بید که در آن هر گل تنها از چند پرچم یا دو برچه تشکیل شده است. معمولاً ساختارهای دیگری وجود دارند و برای محافظت از هاگ‌برگ‌ها و تشکیل پوششی جذاب برای گرده‌افشان‌ها عمل می‌کنند. تک‌تک اعضای این ساختارهای پیرامونی به نام کاسبرگ و گلبرگ شناخته می‌شوند (یا سرگل) در گل‌هایی مانند ماگنولیا که کاسبرگ و گلبرگ از یکدیگر قابل تشخیص نیستند). سری بیرونی (کاسه گل کاسبرگ) معمولاً سبز و برگ‌مانند است و برای محافظت از بخش‌های گل عمل می‌کند. سری داخلی (تاج گلبرگ‌ها) به‌طور کلی سفید یا رنگی روشن است و از نظر ساختار ظریف‌تر است. برای جذب گرده‌افشان‌هایی مانند حشرات یا پرندگان عمل می‌کند. جذب توسط رنگ، رایحه گل و شهد انجام می‌شود که ممکن است در بخشی از گل تراوش کند. ویژگی‌هایی که گرده‌افشان‌ها را به خود جلب می‌کند، دلیل محبوبیت گل‌ها و گیاهان گل‌دار در بین انسان‌ها است.
در حالی که اکثر گل‌های کامل یا نرماده هستند (دارای هر دو بخش گرده و تخمک در ساختار گل یکسان)، گیاهان گل‌دار چندین سازوکارهای ریخت‌شناختی و فیزیولوژیک را برای کاهش یا جلوگیری از لقاح خود ایجاد کرده‌اند. گل‌های هترومورفیک مادگی کوتاه و پرچم بلند دارند یا برعکس؛ بنابراین، جانوران گرده‌افشان نمی‌توانند به راحتی گرده را به مادگی (بخش گیرنده برچه) منتقل کنند. گل‌های هومومورفیک ممکن است از یک سازوکار بیوشیمیایی (فیزیولوژیکی) به نام خودناسازگاری برای تمایز بین دانه‌های خودگرده‌افشان و دگرگرده‌افشان استفاده کنند. متناوباً، در گونه‌های دوپایه، بخش‌های نر و ماده از نظر مورفولوژیکی از هم جدا می‌شوند و روی گل‌های جداگانه رشد می‌کنند.

## آرایه‌بندی

### تاریخچه طبقه‌بندی

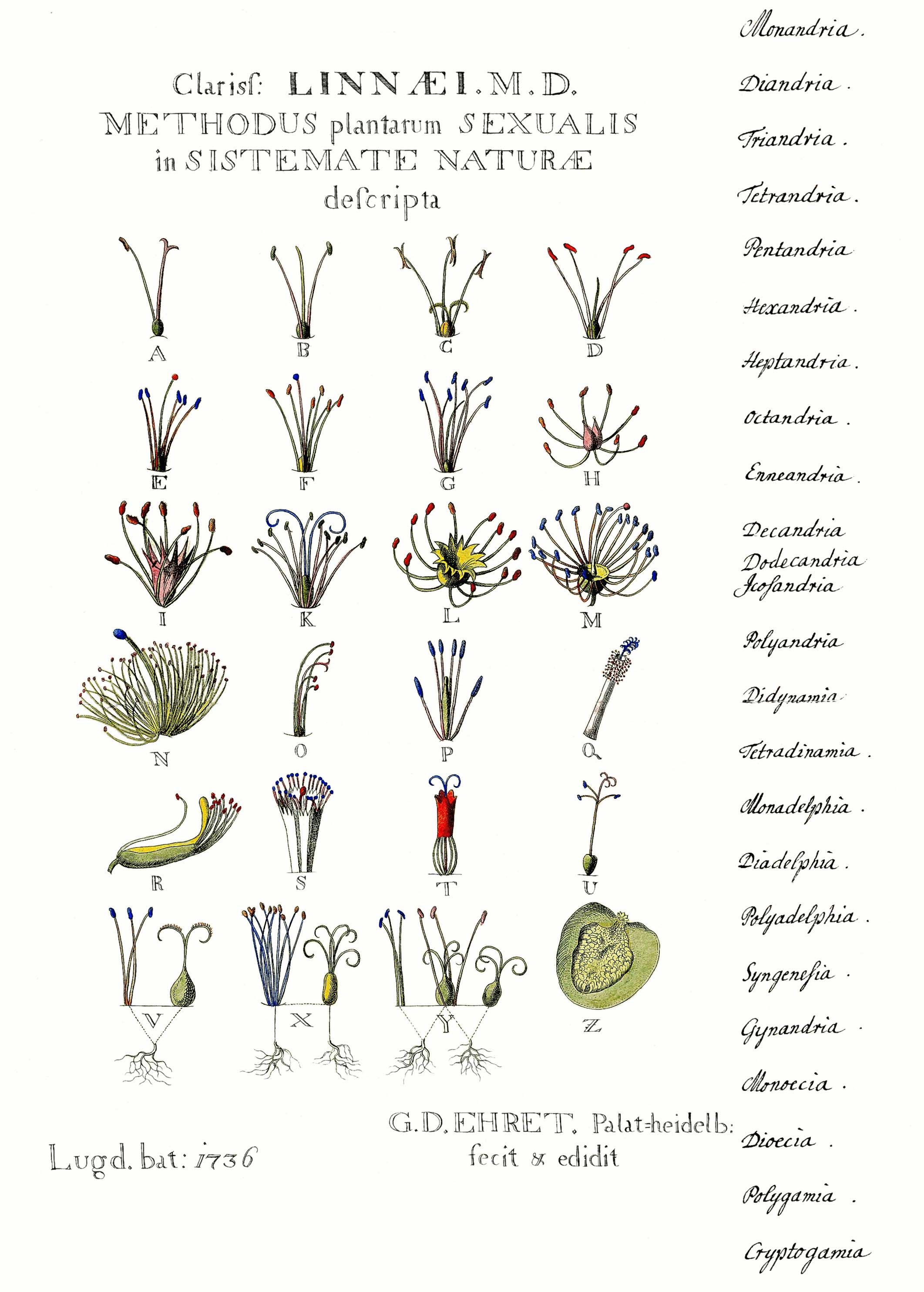
از سال ۱۷۳۶، تصویری از طبقه‌بندی لینه

اصطلاح گیاه‌شناسی "angiosperm" از کلمات یونانی angeíon (ἀγγεῖον 'بطری، ظرف') و sérma (σπέρμα 'دانه') به شکل "Angiospermae" توسط پاول هرمان در سال ۱۶۹۰ ابداع شد، اما او این اصطلاح را برای اشاره به یک گروه از گیاهان که تنها زیرمجموعه‌ای از گیاهانی را تشکیل می‌دهند که امروزه نهان‌دانگان نامیده می‌شوند. نهان‌دانگان (Angiospermae) هرمان شامل فقط گیاهان گل‌دار دارای بذرهای محصور در کپسول، متمایز از بازدانگان (Gymnospermae) او است، که گیاهان گل‌دار با میوه‌های فندقه یا اسکیزوکارپیک بودند، میوهٔ کامل یا هر یک از قطعات آن در اینجا به‌عنوان یک بذر و برهنه در نظر گرفته می‌شود. واژه‌های نهان‌دانگان و بازدانگان توسط کارل لینه با همان معنی، اما با کاربرد محدود، در نام‌های راسته‌های کلاس خود دیدینامیا (Didynamia) استفاده شد.
اصطلاحات نهان‌دانگان و بازدانگان در سال ۱۸۲۷ زمانی که رابرت براون وجود تخمک‌های واقعاً برهنه را در نخلی‌سرخس‌سانان و مخروطیان به وجود آورد، اساساً تغییر کرد. اصطلاح بازدانگان از آن زمان به بعد به گیاهان بذری با تخمک‌های برهنه و اصطلاح نهان‌دانگان به گیاهان بذری با تخمک‌های بسته گفته می‌شد. با این حال، برای سال‌ها پس از کشف براون، تقسیم اولیه گیاهان دانه‌دار بین دولپه‌ای و تک‌لپه‌ای دیده می‌شد، و بازدانگان زیرمجموعه کوچکی از دولپه‌ها بودند.

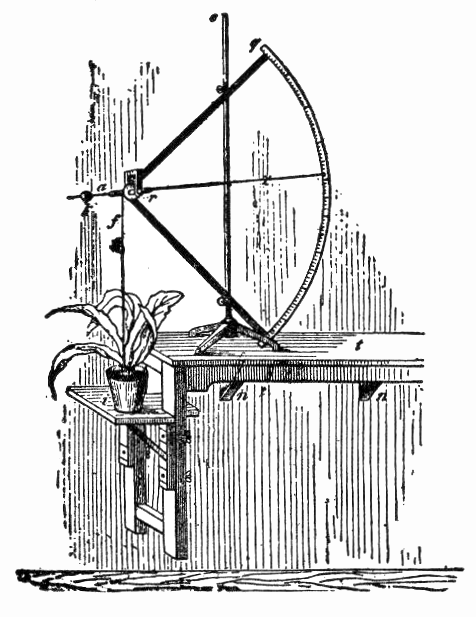
رشدسنج، وسیله‌ای برای اندازه‌گیری افزایش یا سرعت رشد در گیاهان

در سال ۱۸۵۱، هافمایستر (Wilhelm Hofmeister) تغییراتی را که در کیسه جنینی گیاهان گل‌دار رخ می‌دهد، کشف کرد و روابط صحیح آنها را با آوندداران تعیین کرد. این امر جایگاه بازدانگان را به‌عنوان یک طبقه متمایز از دولپه‌ای تثبیت کرد و اصطلاح نهان‌دانگان سپس به تدریج به‌عنوان نام مناسب برای کل گیاهان گل‌دار غیربازدانه، از جمله طبقات دولپه‌ای و تک‌لپه‌ای پذیرفته شد. این همان معنایی است که امروزه برای این اصطلاح به کار می‌رود.
در اکثر آرایه‌بندی‌ها، گیاهان گل‌دار به‌عنوان یک گروه منسجم در نظر گرفته می‌شوند. محبوب‌ترین نام توصیفی نهان‌دانگان بوده است، با آنثوفایتا (Anthophyta]]) (به معنی «گیاهان گل‌دار») انتخاب دوم (هر دو بدون رتبه). سیستم وِتستیت (Wettstein_system) و سیستم انگلر (Engler) آنها را به‌عنوان یک بخش فرعی (نهان‌دانگان) در نظر گرفت. سیستم ریوال (Reveal) همچنین آنها را به‌عنوان یک بخش فرعی مگنولیافیتینا (Magnoliophytina) در نظر گرفت، اما بعداً آن را به ماگنولیاویسان، لیلیوپسیدا (Liliopsida) و رزوپسیدا (Rosopsida) تقسیم کرد. سیستم تختاجان (Takhtajan) و سیستم کرونکوئیست (Cronquist) با آنها به‌عنوان یک بخش مگنولیوفیتا (Magnoliophyta) برخورد می‌کنند. سیستم دالگرین (Dahlgren) و سیستم ثورن (Thorne) آنها را به‌عنوان یک کلاس ماگنولیاویسان (Magnoliopsida) در نظر می‌گیرند. سیستم ای‌جی‌پی (APG) در سال ۱۹۹۸ و بازنگری‌های بعدی در سال‌های ۲۰۰۳ و ۲۰۰۹، گیاهان گل‌دار را به‌عنوان یک کلاد بدون رتبه بدون نام لاتین رسمی نهان‌دانگان (angiosperms) در نظر می‌گیرد. یک طبقه‌بندی رسمی در کنار بازنگری سال ۲۰۰۹ منتشر شد که در آن گیاهان گل‌دار به‌عنوان یک طبقه فرعی مگنولیده (Magnoliidae) رتبه‌بندی شدند.
طبقه‌بندی داخلی این گروه دستخوش بازنگری قابل توجهی شده است. سیستم کرونکوئیست، که توسط آرتور کرونکوئیست در سال ۱۹۶۸ پیشنهاد شد و در سال ۱۹۸۱ به‌صورت کامل منتشر شد، هنوز به‌طور گسترده مورد استفاده قرار می‌گیرد، اما اعتقاد بر این است که دیگر به‌طور دقیق تبارزایی را منعکس نمی‌کند. اجماع در مورد شیوهٔ چیدمان گیاهان گل‌دار اخیراً از طریق کار گروه تبارزایی نهان‌دانگان ای‌جی‌پی (Angiosperm_Phylogeny_Group) که طبقه‌بندی مجدد اثرگذار نهان‌دانگان را در سال ۱۹۹۸ منتشر کرد، شروع به ظهور کرده است.
به‌روزرسانی‌هایی که تحقیقات اخیر را در بر می‌گیرد به‌عنوان سیستم ای‌جی‌پی دو (APG II) در سال ۲۰۰۳، سیستم ای‌جی‌پی سه (APG III) در سال ۲۰۰۹ و سیستم ای‌جی‌پی چهار (APG IV) در سال ۲۰۱۶ منتشر شد.
به‌طور سنتی، گیاهان گل‌دار به دو گروه تقسیم می‌شوند:
دولپه‌ای‌ها یا ماگنولیاویسان
تک‌لپه‌ای‌ها یا لیلیوپسیدا (Liliopsida)
سیستم کرونکوئیست طبقهٔ ماگنولیاویسان (از "مگنولیان") و Liliopsida (از "سوسنیان") را به آن نسبت می‌دهد. نام‌های توصیفی دیگری که در ماده ۱۶ آی‌سی‌بی‌ان ()ICBN مجاز است شامل دولپه یا دولپه‌ای و تک‌لپه یا تک‌لپه‌ای است که پیشینهٔ کاربرد طولانی دارند. در انگلیسی ساده، اعضای آنها ممکن است "دولپه" ("دولپ") و "تک‌لپه" ("تک‌لپ") نامیده شوند. کلمهٔ لاتین پشت این نام‌ها به این اشاره دارد که دولپه‌ها اغلب دارای دولپه یا برگ جنینی در هر دانه هستند. تک‌لپه‌ها معمولاً تنها یک لپه دارند، اما این قانون در هر دو صورت مطلق نیست. از نقطه نظر تشخیصی گسترده، تعداد لپه‌ها نه یک کاراکتر مفید و نه قابل اعتماد است.
مطالعات اخیر، مانند ای‌جی‌پی، نشان می‌دهد که تک‌لپه‌ها یک گروه تک‌تباری (تبارشاخه) تشکیل می‌دهند، اما دولپه‌ها پیراتباری هستند. با این وجود، اکثر گونه‌های دولپه‌ای در یک تبارشاخه قرار می‌گیرند، دولپه‌ای‌های نو و بیشتر باقیمانده‌ها در تبارشاخه اصلی دیگر، ماگنولیان قرار می‌گیرند که شامل حدود ۹۰۰۰ گونه است. بقیه شامل یک گروه پیراتباری از گونه‌های شاخه‌دار اولیه است که در مجموع به‌عنوان نهان‌دانگان پایه شناخته می‌شوند، به علاوه خانواده‌های سراتوفیلاسه (Ceratophyllaceae) و کلورانتاسه (Chloranthaceae).

### طبقه‌بندی نوین

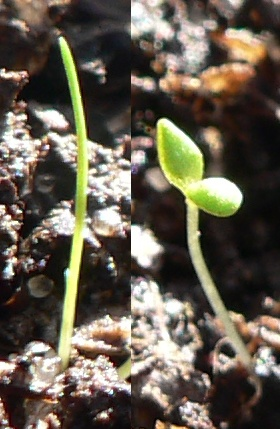
جوانه تک‌لپه (چپ) و دولپه

هشت گروه از نهان‌دانگان زنده وجود دارد:
- نهان‌دانگان پایه
  - آمبورلا، یک گونه از درختچه از کالدونیای جدید؛
  - نیلوفرآبی‌سانان، حدود ۸۰ گونه،[۲۵] نیلوفرآبیان و خزه‌وشان.
  - جنوب‌ویره‌ای‌سانان، حدود ۱۰۰ گونه،[۲۵] از گیاهان چوبی از نقاط مختلف جهان
- نهان‌دانگان مرکزی[۲۴]
  - مگنولیان، حدود ۱۰۰۰۰ گونه،[۲۵] که با گل‌های سه‌گانه (Merosity)، گرده با یک منفذ و معمولاً برگ‌های رگبرگ‌دار شاخه‌ای مشخص می‌شوند - برای نمونه، ماگنولیا، برگ‌بو، و فلفل سیاه.
  - تک‌لپه‌ای‌ها، حدود ۷۰۰۰۰ گونه،[۲۶] که با گل‌های سه‌گانه، یک لپه منفرد، گرده با یک منفذ، و معمولاً برگ‌های رگبرگی موازی مشخص می‌شوند - برای نمونه، گندمیان، ارکیده، و نخل.
  - دولپه‌ای‌های نو، حدود ۱۷۵۰۰۰ گونه،[۲۵] با گل‌های ۴ یا ۵ مرکب، گرده با سه منفذ، و برگ‌های معمولاً رگبرگ‌دار - برای مثال آفتابگردان، اطلسی، آلاله، سیب، و بلوط مشخص می‌شوند.
  - کلورانتاسه، ۷۷ گونه شناخته شده[۲۷] از گیاهان معطر با برگ‌های دندانه‌دار.
  - سراتوفیلوم، حدود ۶ گونه،[۲۵] از گیاهان آبزی که شاید بیشتر به‌عنوان گیاهان آکواریومی آشنا هستند.

روابط دقیق بین این هشت گروه هنوز مشخص نیست، اگرچه توافق وجود دارد که سه گروه اولی که از نهان‌دانگان اجدادی جدا شدند، آمبورلا، نیلوفرآبی‌سانان و جنوب‌ویره‌ای‌سانان (
نهان‌دانگان پایه) بودند از پنج گروه باقی مانده، روابط بین سه گروه گسترده (مگنولیان، تک‌لپه‌ای‌ها و دولپه‌ای‌های نو) نامشخص است.
Zeng و همکارانش (شکل ۱) چهار طرح رقیب را توصیف می‌کنند دولپه‌ای‌های نو و تک‌لپه‌ای‌ها بزرگ‌ترین و متنوع‌ترین هستند، به ترتیب با ۷۵٪ و ۲۰٪ گونه‌های نهان‌دانگان. برخی از تجزیه و تحلیل‌ها مگنولیان را اولین واگرا می‌کنند، برخی دیگر تک‌لپه‌ای‌ها. به نظر می‌رسد سراتوفیلوم به جای اینکه با تک‌لپه‌ها با دولپه‌ای‌های نو گروه شود. ای‌جی‌پی چهار به‌طور کلی رابطه مرتبه بالاتر توصیف شده در ای‌جی‌پی سه را حفظ کرد.

### تاریخ فرگشت

#### پالئوزوئیک

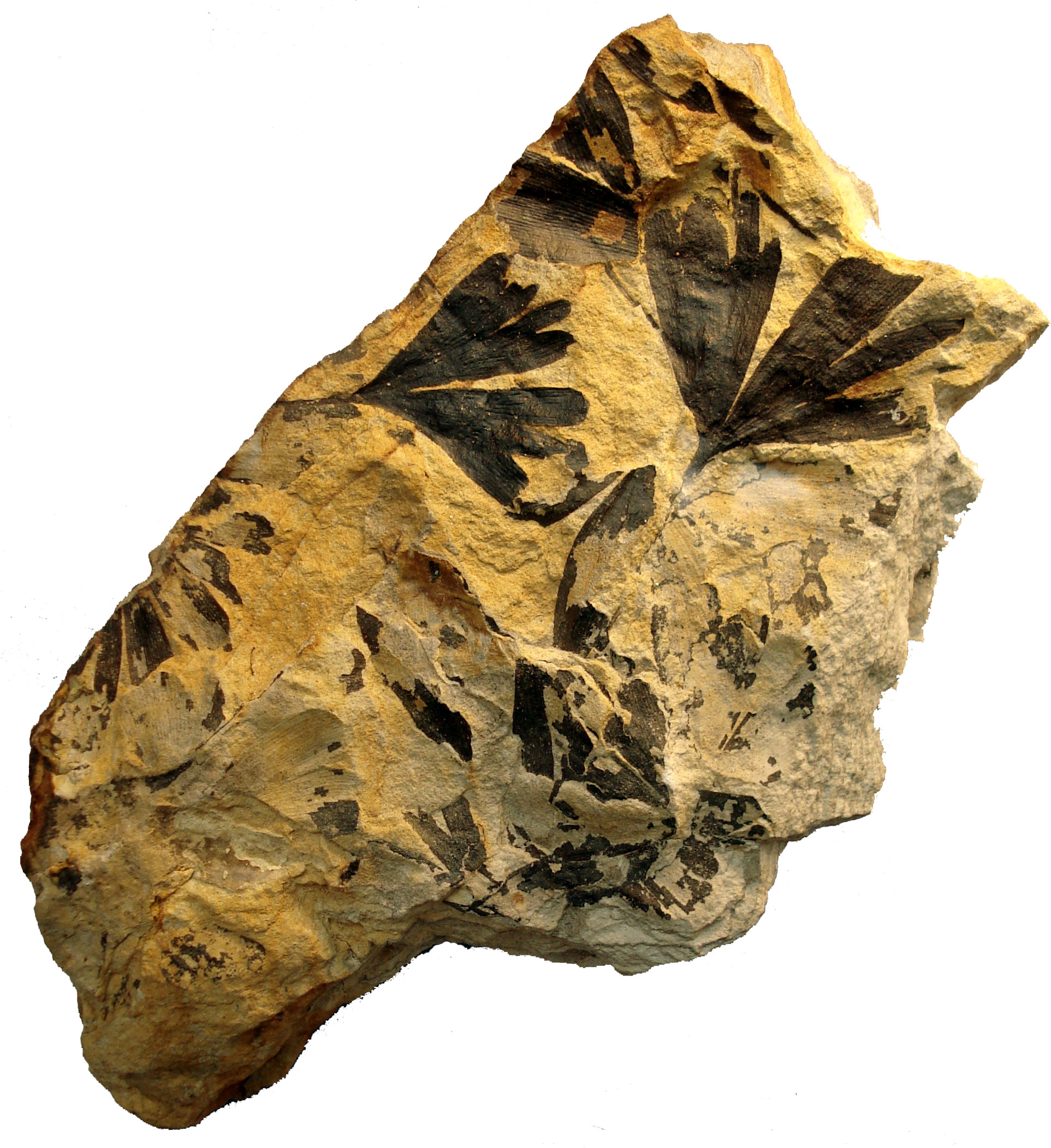
کهن‌دار هاتونی (Ginkgoites huttonii)، ژوراسیک میانه، یورکشایر، انگلستان. برگ‌ها به‌صورت فشرده حفظ می‌شوند. نمونه در موزه دیرینه‌شناسی مونیخ، آلمان.

هاگ‌های فسیل شده نشان می‌دهد که گیاهان زمینی (رویان‌داران) حداقل ۴۷۵ میلیون سال است که وجود داشته‌اند. گیاهان اولیه زمینی با اسپرم‌های تاژک‌دار و شناگر، مانند جلبک‌های سبزی که از آنها فرگشت یافته‌اند، از نظر جنسی تکثیر می‌شدند. یک سازگاری با زمین زایی، توسعه هاگدان عمودی برای پراکندگی توسط هاگ‌ها در زیستگاه‌های جدید بود. این ویژگی در نوادگان نزدیکترین خویشاوند جلبکی آنها، جلبک سبز سنگ‌خزه‌ویسان وجود ندارد. انطباق زمینی بعدی با حفظ مرحله جنسی ظریف و بدون آوند، گامتوفیت، در بافت‌های اسپوروفیت آوندی صورت گرفت. نمونه فعلی از چگونگی این اتفاق را می‌توان در جوانه زنی زودرس هاگ در علف خوک، خزه سنبله مشاهده کرد. نتیجه برای اجداد نهان‌دانگان و بازدانگان محصور گامت ماده در یک محفظه، بذر بود. اولین گیاهانی که بذر داشتند، بازدانگان مانند کهن‌دار و مخروطیان (مانند کاج و نراد) بودند. اینها گل ندادند. دانه‌های گرده (گامتوفیت‌های نر) کهن‌دار و سیکاد یک جفت سلول اسپرم تاژک‌دار و متحرک تولید می‌کنند که از لوله گرده در حال رشد به سمت ماده و تخم‌هایش شنا می‌کنند.
نهان‌دانگان به‌طور ناگهانی و با تنوع زیادی در فسیل‌های موجود در کرتاسه اولیه ظاهر می‌شوند. این مسئله چنان برای نظریه فرگشت تدریجی ایجاد می‌کند که چارلز داروین آن را «معمای نفرت‌انگیز» نامید. چندین گروه از بازدانگان منقرض شده، به‌ویژه سرخس‌های بذری، به‌عنوان اجداد گیاهان گل‌دار مطرح شده‌اند، اما هیچ شواهد فسیلی پیوسته‌ای وجود ندارد که نشان دهد گل‌ها چگونه فرگشت یافته‌اند، و گیاه‌شناسان هنوز آن را به‌عنوان یک راز می‌دانند.
ادعاهای متعددی دربارهٔ فسیل‌های نهان‌دانگان پیش از کرتاسه، مانند سانمیگویلیا (Sanmiguelia lewisi) تریاس پسین مطرح شده است، اما هیچ‌کدام از این‌ها به‌طور گسترده توسط دیرین‌گیاه‌شناسان پذیرفته نشده‌اند. اله‌نان، یک متابولیت ثانویه تولید شده توسط بسیاری از گیاهان گل‌دار، در نهشته‌های پرمین آن عصر همراه با فسیل‌های گیگانتوپریدها (Gigantopterid) یافت شده است. گیگانتوپریدها گروهی از گیاهان بذری منقرض شده هستند که ویژگی‌های ریخت‌شناسی زیادی با گیاهان گل‌دار مشترک دارند، اگرچه مشخص نیست که آنها خودشان گیاهان گل‌دار بوده‌اند. شواهد مولکولی نشان می‌دهد که اجداد نهان‌دانگان در اواخر دونین، حدود ۳۶۵ میلیون سال پیش، از بازدانگان جدا شده‌اند، علی‌رغم اینکه تنها در دوران کرتاسه اولیه، تقریباً دویست میلیون سال بعد، در فسیل‌ها ظاهر شدند.

#### تریاس و ژوراسیک

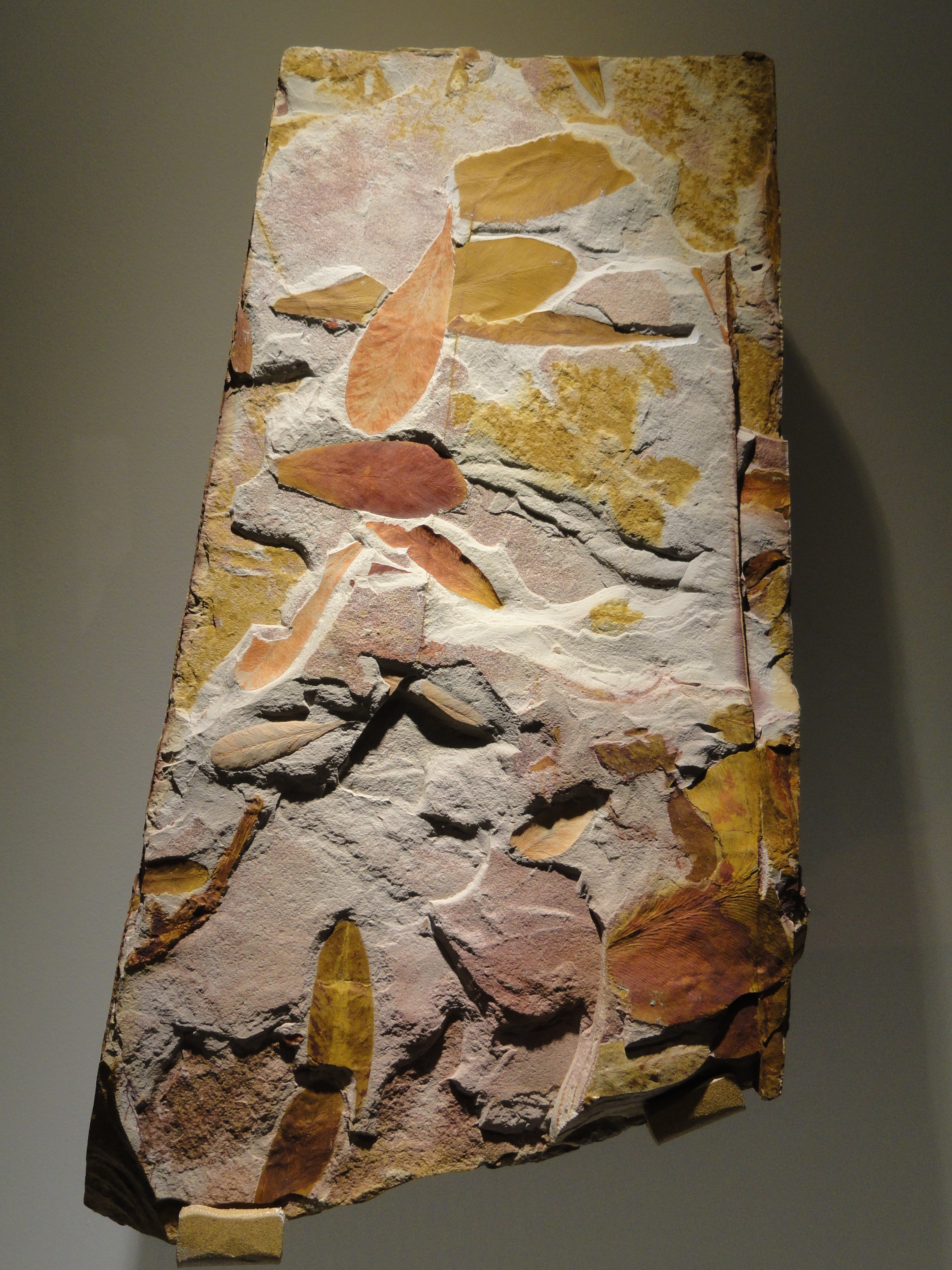
فسیل‌های زبان‌سرخس در دوره پرمین که با بذر به‌جای هاگ تکثیر می‌شده است.

بر اساس شواهد فسیلی، برخی پیشنهاد کرده‌اند که اجداد نهان‌دانگان از گروه ناشناخته‌ای از بازدانگان در دوره تریاس (۲۴۵ تا ۲۰۲ میلیون سال پیش) جدا شده‌اند. گرده‌های فسیلی نهان‌دانگان مانند از تریاس میانه (۲۴۷٫۲–۲۴۲٫۰ Ma) تاریخ قدیمی‌تری را برای منشأ آنها نشان می‌دهد، که بیشتر توسط شواهد ژنتیکی از اجداد نهان‌دانگان که در دوران دوونین از هم جدا شده‌اند، پشتیبانی می‌شود. رابطه نزدیک بین نهان‌دانگان و گنتوم‌تباران، که بر اساس شواهد ریخت‌شناسی پیشنهاد شده است، اخیراً بر اساس شواهد مولکولی مورد مناقشه قرار گرفته است که نشان می‌دهد در عوض، گنتوم‌تباران بیشتر به درختان مخروطی و سایر بازدانگان مرتبط هستند.
به نظر می‌رسد گونه فسیلی گیاه نانجینگانتوس (Nanjinganthus) از ژوراسیک پیشین چین دارای بسیاری از ویژگی‌های منحصراً نهان‌دانگان است، مانند ظرف ضخیم شده با تخمک، و بنابراین ممکن است یک گروه تاج یا یک گروه ساقه نهان‌دانگان را نشان دهد. با این حال، اینها توسط محققان دیگر مورد مناقشه قرار گرفته است، آنها ادعا می‌کنند که ساختارهای مخروط‌های مخروطیان تجزیه شده به اشتباه تفسیر شده‌اند.
به نظر می‌رسد فرگشت گیاهان بذری و بعد از نهان‌دانگان نتیجه دو دور متمایز از رویدادهای تکراری کل ژنوم باشد. این موارد در ۳۱۹ میلیون سال پیش و ۱۹۲ میلیون سال پیش رخ داده است. یکی دیگر از رویدادهای احتمالی تکثیر کل ژنوم در ۱۶۰ میلیون سال پیش، شاید خط اجدادی را ایجاد کرد که به همه گیاهان گل‌دار مدرن منتهی شد. این رویداد با تعیین توالی ژنوم یک گیاه گل‌دار باستانی، آمبورلا مورد مطالعه قرار گرفت.
یک مطالعه نشان داده است که گیاه ژوراسیک اولیه شمیسنریا (Schmeissneria) که به‌طور سنتی نوعی کهن‌دار در نظر گرفته می‌شود، ممکن است اولین نهان‌دانگان شناخته شده یا حداقل یکی از خویشاوندان نزدیک باشد. این، همراه با سایر ادعاهای فسیلی نهان‌دانگان قبل از کرتاسه، توسط بسیاری از دیرین‌گیاه‌شناسان به‌شدت مورد مناقشه است. بسیاری از دیرین‌گیاه‌شناسان، سایتونیالس (Caytoniales)، گروهی از «دانه‌سرخس‌تباران» را که برای اولین‌بار در دوران تریاس ظهور کردند و در کرتاسه منقرض شدند، در میان بهترین نامزدها برای یک خویشاوند نزدیک نهان‌دانگان می‌دانند.

#### کرتاسه

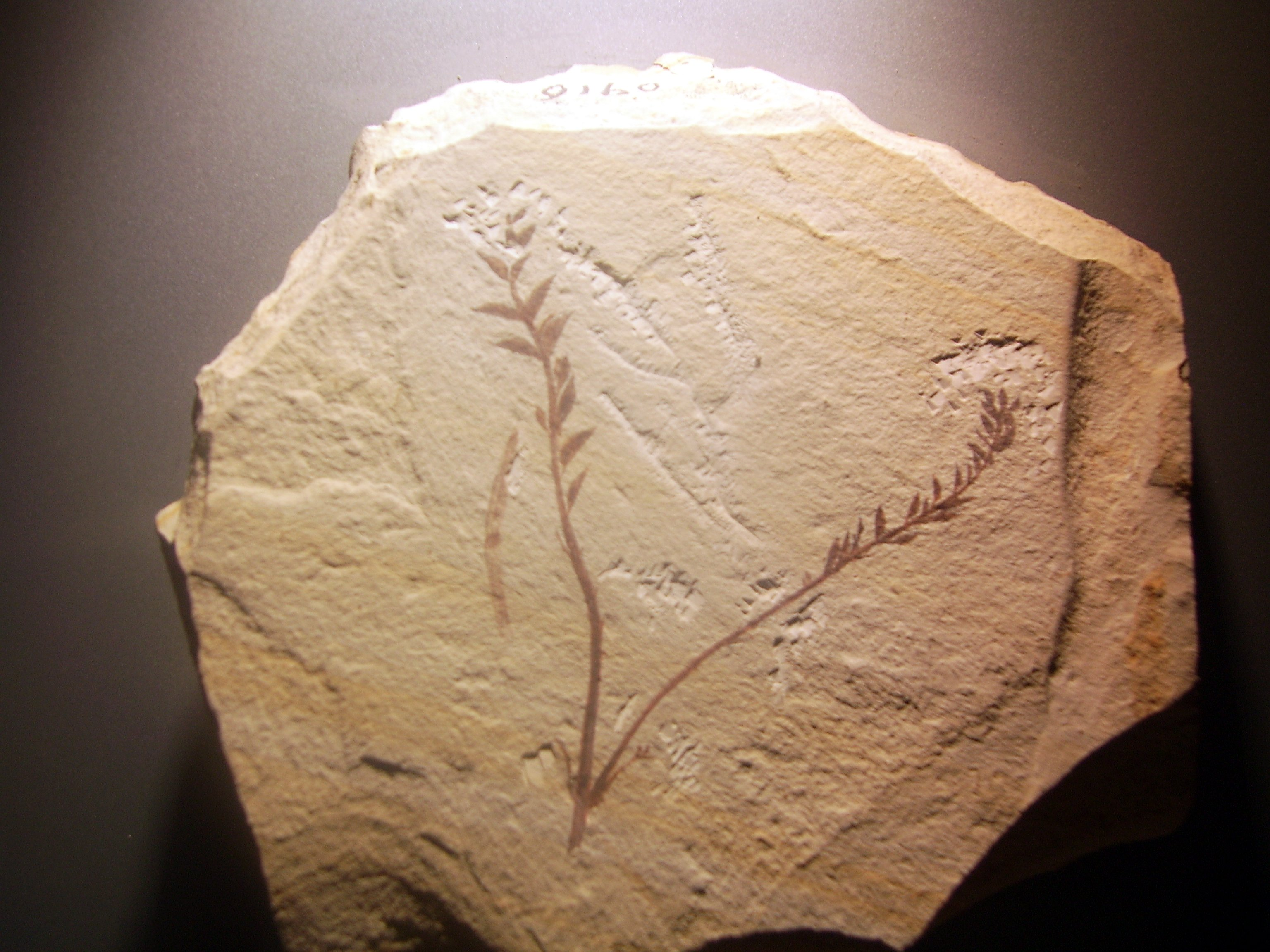
فسیل آرچی‌فروکتوس، یک گیاه علفی نهان‌دانه

در حالی که زمین قبلاً تحت سلطه سرخس‌ها و مخروطیان بود، نهان‌دانگان در دوره کرتاسه به‌سرعت گسترش یافتند. آنها در حال حاضر حدود ۹۰٪ از تمام گونه‌های گیاهی از جمله بیشتر محصولات غذایی را تشکیل می‌دهند. پیشنهاد شده است که افزایش سریع نهان‌دانگان به تسلط با کاهش اندازه ژنوم آنها تسهیل شده است. در طول دوره کرتاسه اولیه، تنها نهان‌دانگان تحت کاهش سریع ژنوم قرار گرفتند، در حالی که اندازه ژنوم سرخس‌ها و بازدانگان بدون تغییر باقی ماند. ژنوم‌های کوچک‌تر و هسته‌های کوچک‌تر، امکان تقسیم سلولی سریع‌تر و سلول‌های کوچک‌تر را فراهم می‌کنند؛ بنابراین، گونه‌هایی با ژنوم‌های کوچک‌تر می‌توانند سلول‌های بیشتر و کوچک‌تر - به‌ویژه رگبرگ‌ها و روزنه‌ها - را در یک حجم برگ معین قرار دهند؛ بنابراین، کوچک‌سازی ژنوم، نرخ‌های بالاتر تبادل گاز برگ (تعرق و فتوسنتز) و سرعت رشد سریع‌تر را تسهیل می‌کند. این امر می‌توانست با برخی از اثرات فیزیولوژیکی منفی تکرار ژنوم مقابله کند، افزایش جذب دی‌اکسیدکربن را علی‌رغم کاهش همزمان غلظت دی‌اکسیدکربن در اتمسفر تسهیل می‌کند، و به گیاهان گل‌دار اجازه می‌دهد تا با سایر گیاهان زمینی رقابت کنند.
قدیمی‌ترین فسیل‌های شناخته‌شده که به‌طور قطعی به نهان‌دانگان نسبت داده می‌شوند، گرده‌های تک‌سولکات شبکه‌ای از اواخر والانجینین (کرتاسه اولیه یا پایین - ۱۴۰ تا ۱۳۳ میلیون سال پیش) ایتالیا و اسرائیل هستند، که احتمالاً نمایندهٔ درجه نهان‌دانگان پایه است.
اولین درشت‌سنگواره شناخته شده که با اطمینان به‌عنوان نهان‌دانگان شناسایی شده است، آرچی‌فروکتوس، مربوط به حدود ۱۲۵ میلیون سال قبل از میلاد (دوره کرتاسه) است، در حالی که گرده‌هایی که منشأ نهان‌دانگان در نظر گرفته می‌شود، سابقه فسیلی را به حدود ۱۳۰ میلیون سال پیش بازمی‌گرداند. با مونتسچیا (Montsechia) به نمایندگی از اولین گل در آن زمان.

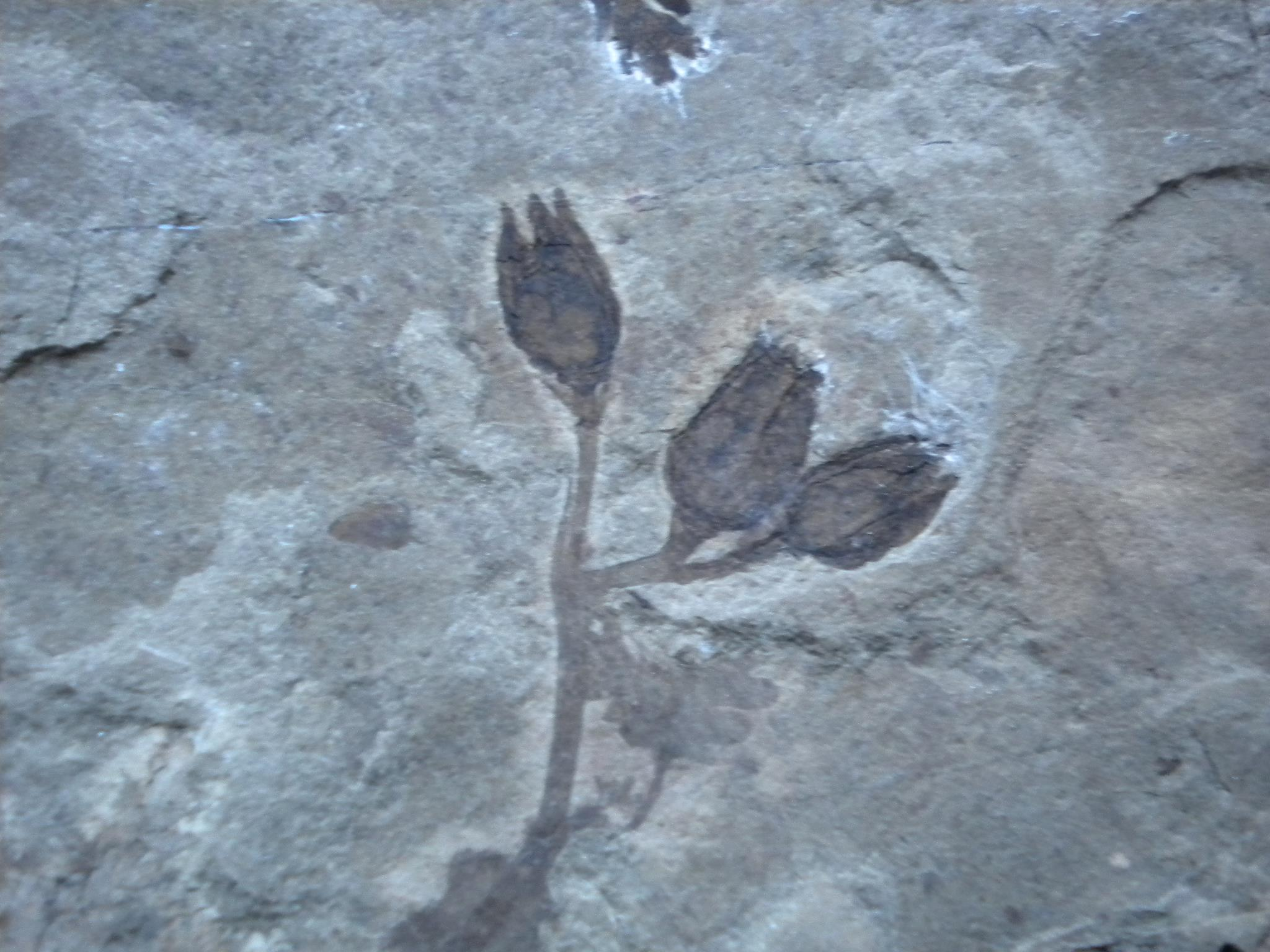
فسیل ساگاریا، یک نهان‌دانه

در سال ۲۰۱۳، گل‌هایی که در کهربا محصور شده بودند، پیدا شدند و قدمت آن به ۱۰۰ میلیون سال قبل از زمان کنونی بازمی‌گردد. کهربا عمل تولیدمثل جنسی را در فرایند انجام منجمد کرده بود. تصاویر میکروسکوپی نشان داد که لوله‌هایی از گرده رشد کرده و به کلاله گل نفوذ می‌کنند. گرده چسبناک بود که نشان می‌دهد حشرات آن را حمل می‌کردند. در آگوست ۲۰۱۷، دانشمندان توصیف دقیق و تصویر مدل سه‌بعدی از ظاهر اولین گل را ارائه کردند و این فرضیه را ارائه کردند که احتمالاً حدود ۱۴۰ میلیون سال پیش می‌زیسته است. تجزیه و تحلیل بیزی از ۵۲ گونه نهان‌دانگان نشان داد که گروه تاج نهان‌دانگان بین ۱۷۸ میلیون سال پیش تا ۱۹۸ میلیون سال پیش فرگشت یافته‌اند.
تجزیه و تحلیل اخیر دی‌ان‌ای بر اساس تبارزایی مولکولی نشان داد که آمبورلا، یافت شده در جزیره کالدونیای اقیانوس آرام، متعلق به گروه خواهری از سایر گیاهان گل‌دار است و مطالعات ریخت‌شناسی نشان می‌دهد که دارای ویژگی‌هایی است که ممکن است مشخصه اولین گیاهان گل‌دار باشد. راسته‌های آمبورلا، نیلوفرآبی‌سانان و جنوب‌ویره‌ای‌سانان به‌عنوان دودمان جداگانه از کلاد نهان‌دانگان باقی‌مانده در مراحل اولیه فرگشت گیاهان گل‌دار، جدا شدند.

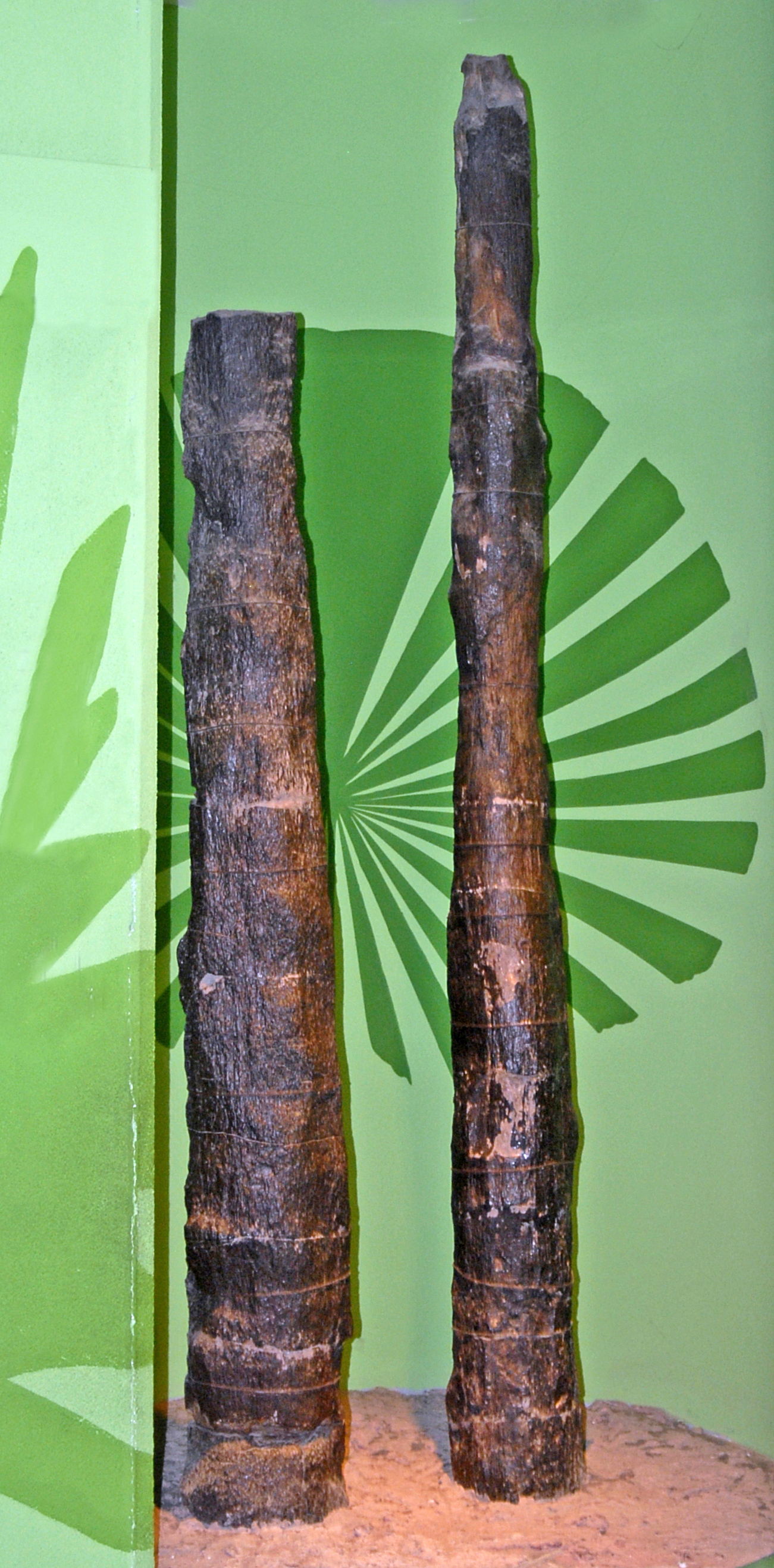
فسیل تنه نخل‌سنگی یک نهان‌دانه تک‌لپه

واگرایش بزرگ نهان‌دانگان، زمانی که تنوع زیادی از نهان‌دانگان در آثار فسیلی ظاهر می‌شود، در اواسط دوره کرتاسه (تقریباً ۱۰۰ میلیون سال پیش) رخ داده است. با این حال، یک مطالعه در سال ۲۰۰۷ تخمین زد که تقسیم پنج گروه اخیر از هشت گروه اصلی حدود ۱۴۰ میلیون سال پیش رخ داده است. (جنس علف شاخی، خانواده کلرونتاسه، دولپه‌ای‌های نو، مگنولیان و تک‌لپه‌ای‌ها). به‌طور کلی فرض بر این است که عملکرد گل‌ها، از ابتدا، درگیر کردن حیوانات متحرک در فرآیندهای تولیدمثل آنها بود؛ یعنی گرده می‌تواند پراکنده شود حتی اگر گل رنگ روشن یا شکل عجیبی نداشته باشد که حیوانات را جذب کند. با این حال، با صرف انرژی مورد نیاز برای ایجاد چنین ویژگی‌هایی، نهان‌دانگان می‌توانند از حیوانات کمک بگیرند و در نتیجه تولیدمثل مؤثرتری داشته باشند.
ژنتیک جزیره یک توضیح پیشنهادی برای ظهور ناگهانی و کاملاً توسعه یافته گیاهان گل‌دار ارائه می‌دهد. اعتقاد بر این است که ژنتیک جزیره به‌طور کلی منبع رایج گونه‌زایی است، به‌ویژه هنگامی که صحبت از سازگاری‌های رادیکال می‌شود که به نظر می‌رسد به اشکال انتقالی پایین‌تر نیاز دارند. گیاهان گل‌دار ممکن است در یک محیط منزوی مانند یک جزیره یا زنجیره جزیره فرگشت یافته باشند، جایی که گیاهان حامل آنها قادر به ایجاد یک رابطه بسیار تخصصی با یک حیوان خاص (مثلا یک زنبور) بودند. چنین رابطه‌ای، با زنبور فرضی که گرده را از گیاهی به گیاه دیگر حمل می‌کند، مانند زنبورهای انجیر امروزی، می‌تواند منجر به توسعه درجه بالایی از تخصص در گیاه(ها) و شرکای آنها شود. توجه داشته باشید که مثال زنبور تصادفی نیست. زنبورهای عسل، که به نظر می‌رسد، به‌طور خاص به دلیل روابط متقابل گیاهی فرگشت یافته‌اند، از تبار زنبورها هستند.
حیوانات نیز در توزیع بذر نقش دارند. میوه که از بزرگ شدن قسمت‌های گل تشکیل می‌شود، غالباً یک ابزار پراکننده بذر است که حیوانات را جذب می‌کند تا بخورند یا مزاحم آن شوند و اتفاقاً بذرهای موجود در آن را پراکنده می‌کنند. اگرچه بسیاری از این گونه روابط متقابل برای زنده ماندن در رقابت و گسترش گسترده بسیار شکننده باقی می‌مانند، گلدهی یک وسیله غیرمعمول مؤثر برای تولیدمثل است و گسترش (هر منشأ آن) به شکل غالب زندگی گیاهی زمین تبدیل می‌شود.
رشدشناسی گل از ترکیبی از ژن‌ها استفاده می‌کند که معمولاً مسئول تشکیل شاخه‌های جدید هستند. ابتدایی‌ترین گل‌ها احتمالاً تعداد متغیری از قسمت‌های گل داشتند که اغلب جدا از یکدیگر (اما در تماس با یکدیگر) بودند. گل‌ها به شکل مارپیچی رشد می‌کنند، دوجنسه هستند (در گیاهان، این به معنای هر دو قسمت نر و ماده روی یک گل است) و تخمدان (قسمت ماده) بر آنها غالب است. همان‌طور که گل‌ها فرگشت یافتند، برخی از تغییرات قطعاتی را با هم ترکیب کردند، با تعداد و طرحی بسیار خاص‌تر و با جنسیت خاص در هر گل یا گیاه یا حداقل «تخمدان تحتانی». فرگشت گل تا به امروز ادامه دارد. گل‌های مدرن به‌قدری تحت‌تأثیر انسان قرار گرفته‌اند که برخی از آنها را نمی‌توان در طبیعت گرده‌افشانی کرد. بسیاری از گونه‌های گل‌های اهلی‌شده امروزی قبلاً علف‌های هرز ساده‌ای بودند که فقط زمانی که زمین آشفته می‌شد جوانه می‌زدند. برخی از آنها تمایل به رشد با محصولات انسانی داشتند، شاید قبلاً با آنها روابط گیاهی همزیستی داشتند و زیباترین آنها به دلیل زیبایی آنها کنده نشدند و وابستگی و سازگاری خاصی با محبت انسان ایجاد کردند.
برخی دیرینه‌شناسان نیز پیشنهاد کرده‌اند که گیاهان گل‌دار یا نهان‌دانگان ممکن است به‌دلیل تعامل با دایناسورها فرگشت یافته باشند. یکی از قوی‌ترین حامیان این ایده رابرت تی باکر است. او پیشنهاد می‌کند که دایناسورهای گیاه‌خوار، با عادات غذایی‌شان، فشار انتخابی بر گیاهان ایجاد می‌کردند، که برای آنها سازگاری‌ها یا در بازدارندگی یا مقابله با شکار گیاه‌خواران موفق بود.
در اواخر کرتاسه، به نظر می‌رسد که نهان‌دانگان بر محیط‌هایی که قبلاً توسط سرخس‌ها و نخلی‌سرخس‌سانان اشغال می‌شد تسلط داشتند، اما درختان تاج‌دار بزرگ جایگزین درختان مخروطی شدند زیرا درختان غالب تنها نزدیک به پایان کرتاسه ۶۶ میلیون سال پیش یا حتی بعد از آن، در آغاز پالئوژن بودند. واگرایش نهان‌دانگان علفی بسیار دیرتر رخ داد. با این حال، بسیاری از گیاهان فسیلی قابل تشخیص به‌عنوان متعلق به خانواده‌های مدرن (از جمله راش، بلوط، افرا و ماگنولیا) در اواخر کرتاسه ظاهر شده بودند. گیاهان گل‌دار حدود ۱۲۶ میلیون سال پیش در استرالیا ظاهر شدند. این امر همچنین سن مهره‌داران استرالیایی باستانی را که در آن زمان قاره قطب‌جنوب بود به ۱۲۶–۱۱۰ میلیون سال رساند.

## نگارخانه

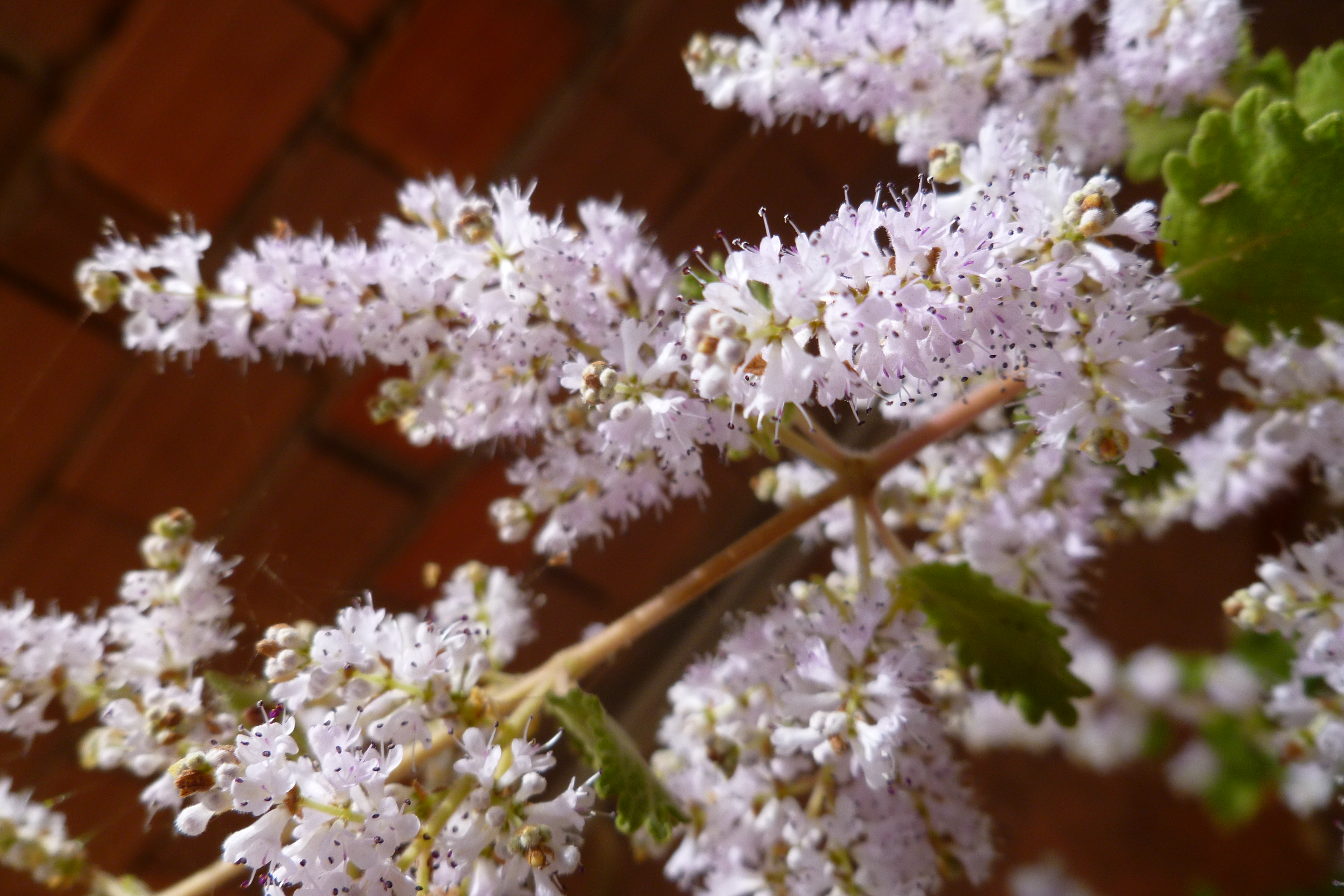
گل‌های کرکی تترادِنیا ریپاریا (Tetradenia riparia)
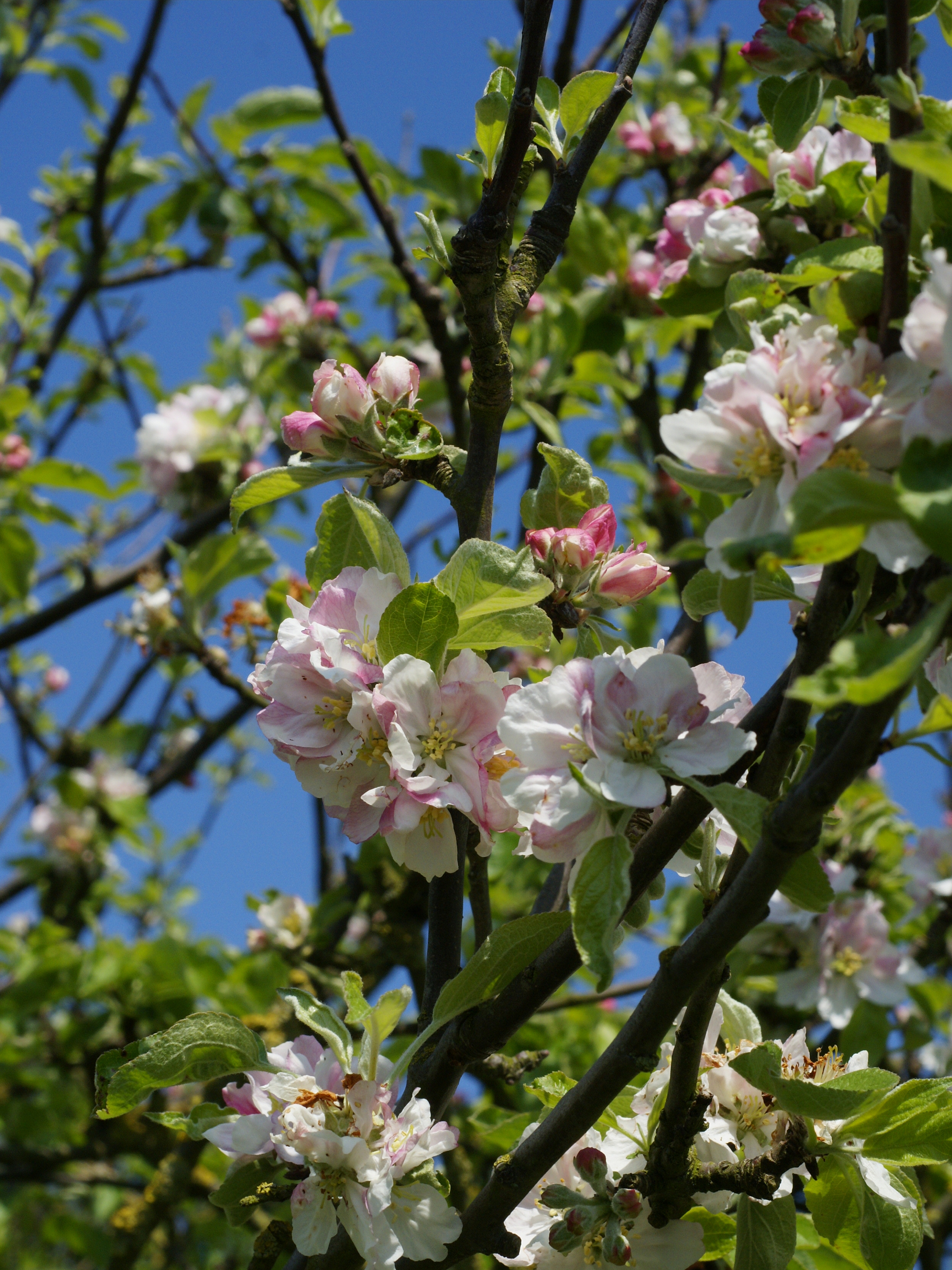
شکوفه‌های سیب خودروی اروپایی
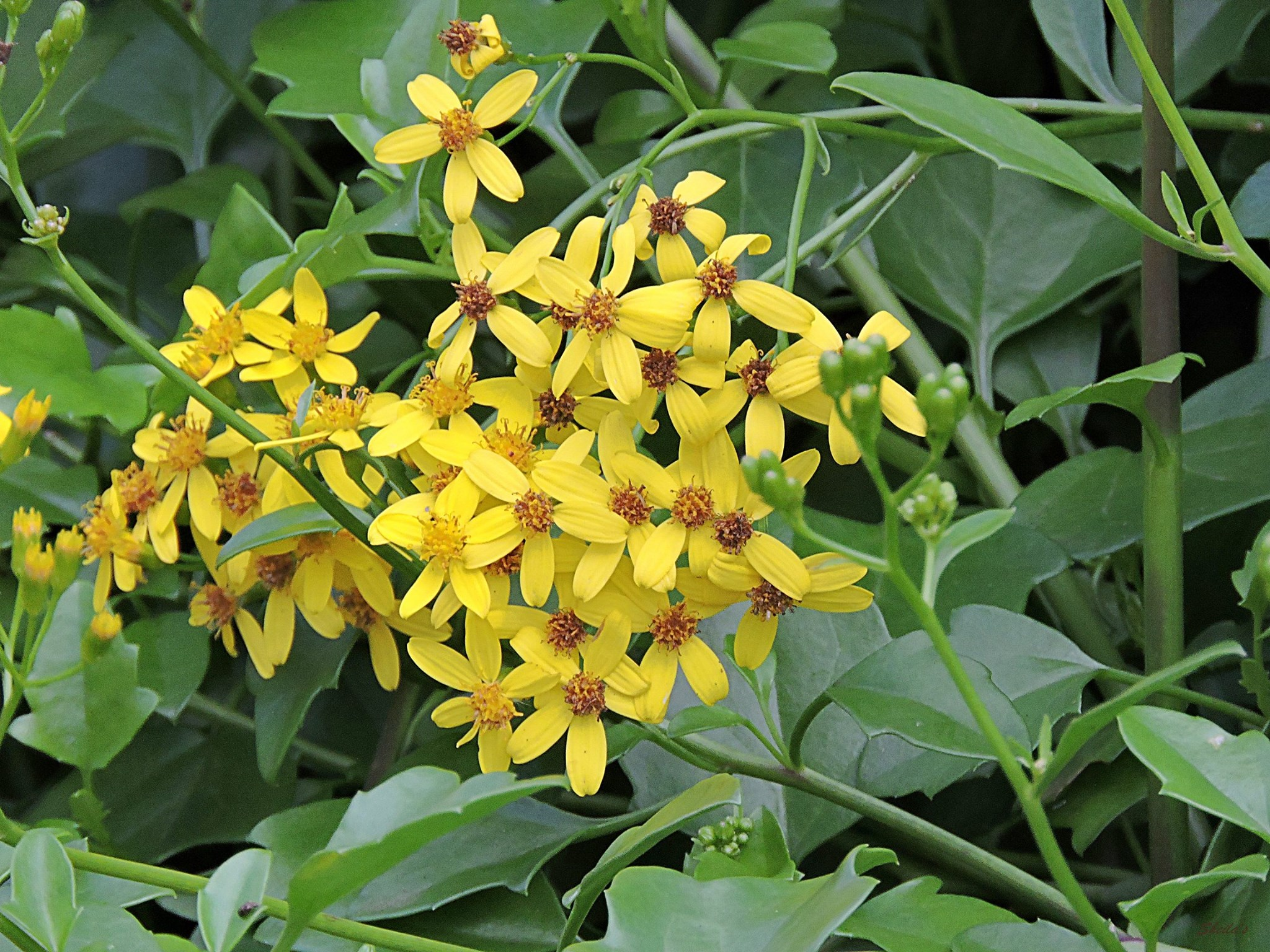
یک گونه از پیرگیاه
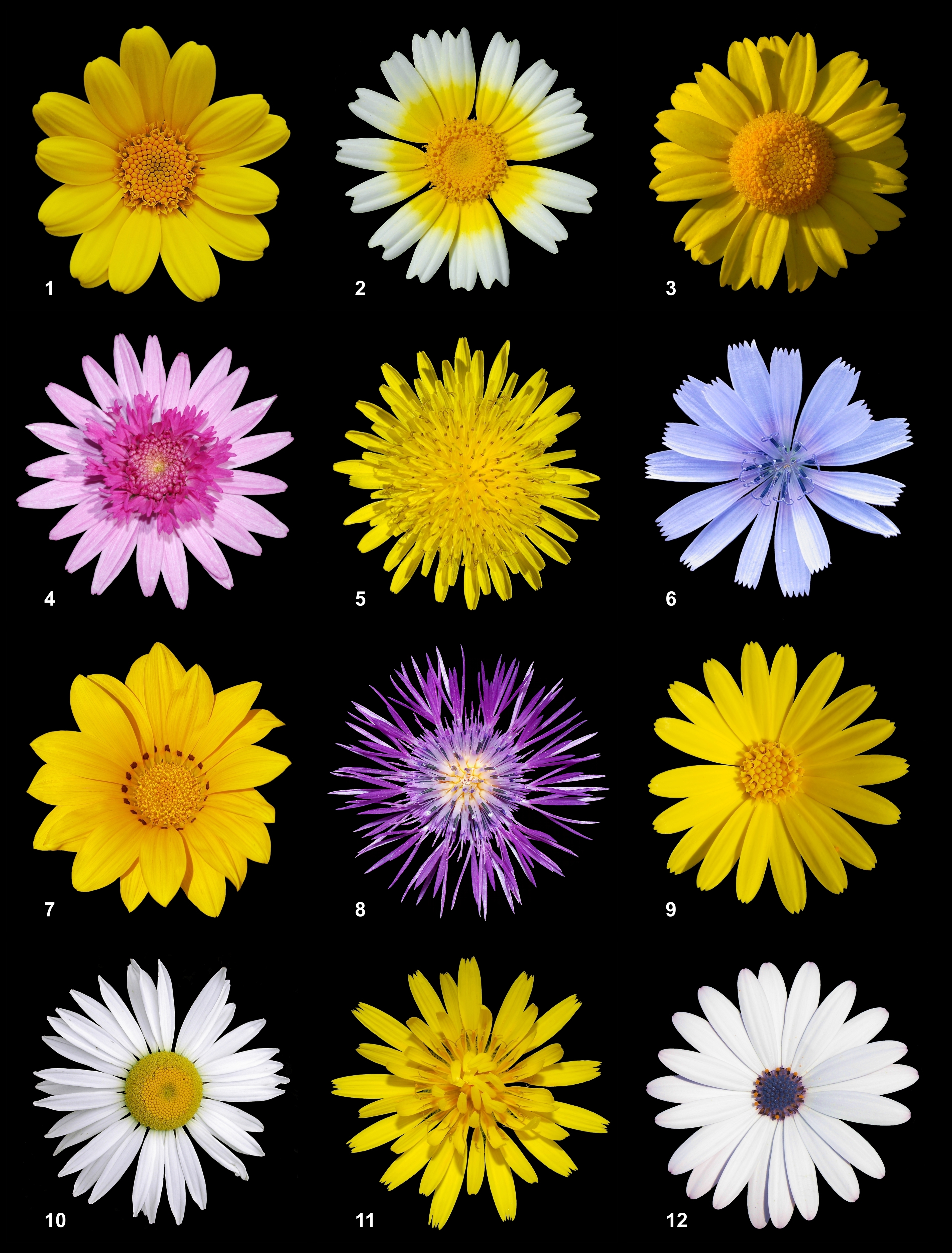
پوستری از دوازده گونه مختلف گل از خانواده کاسنیان
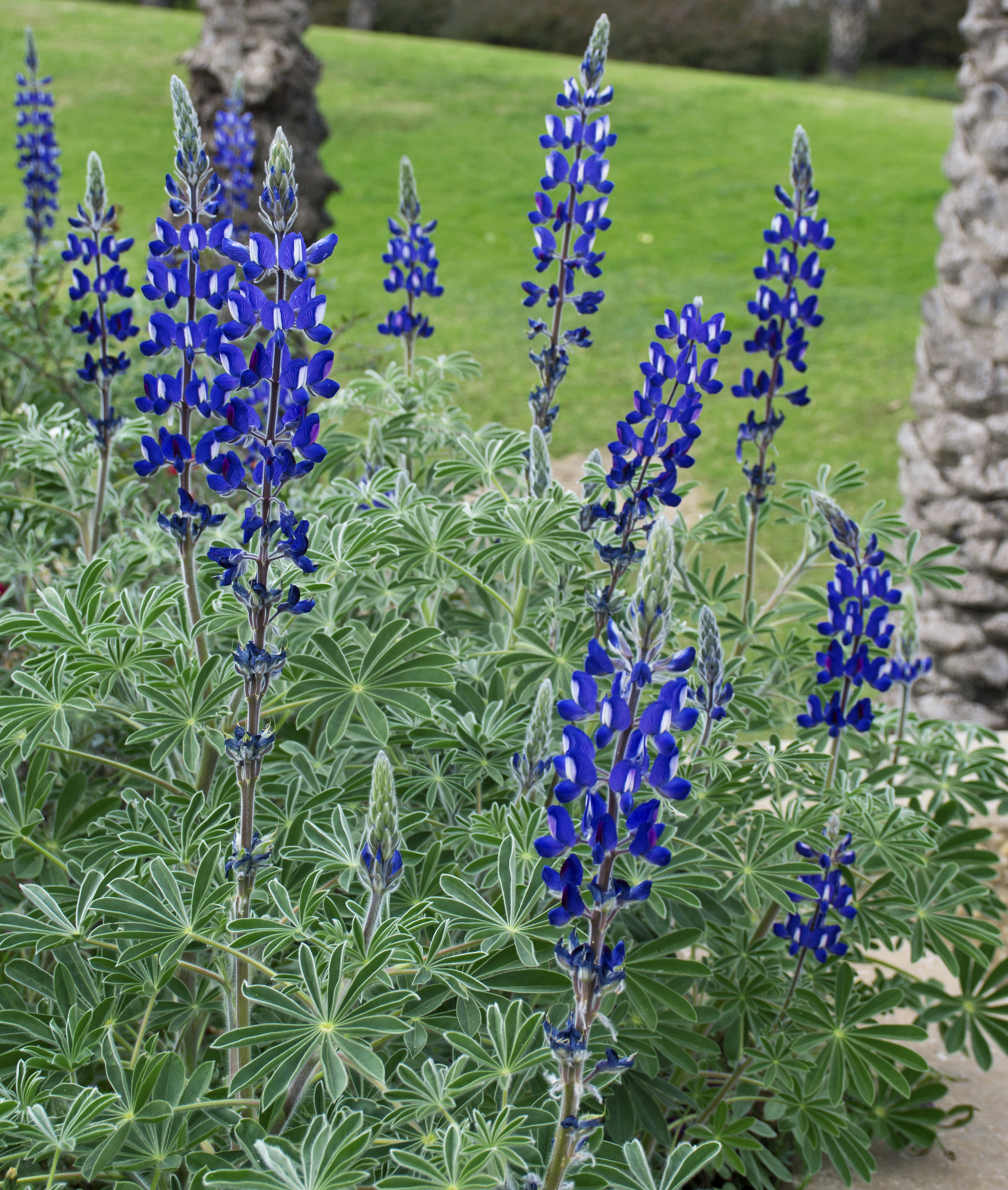
یک گونه از ترمس
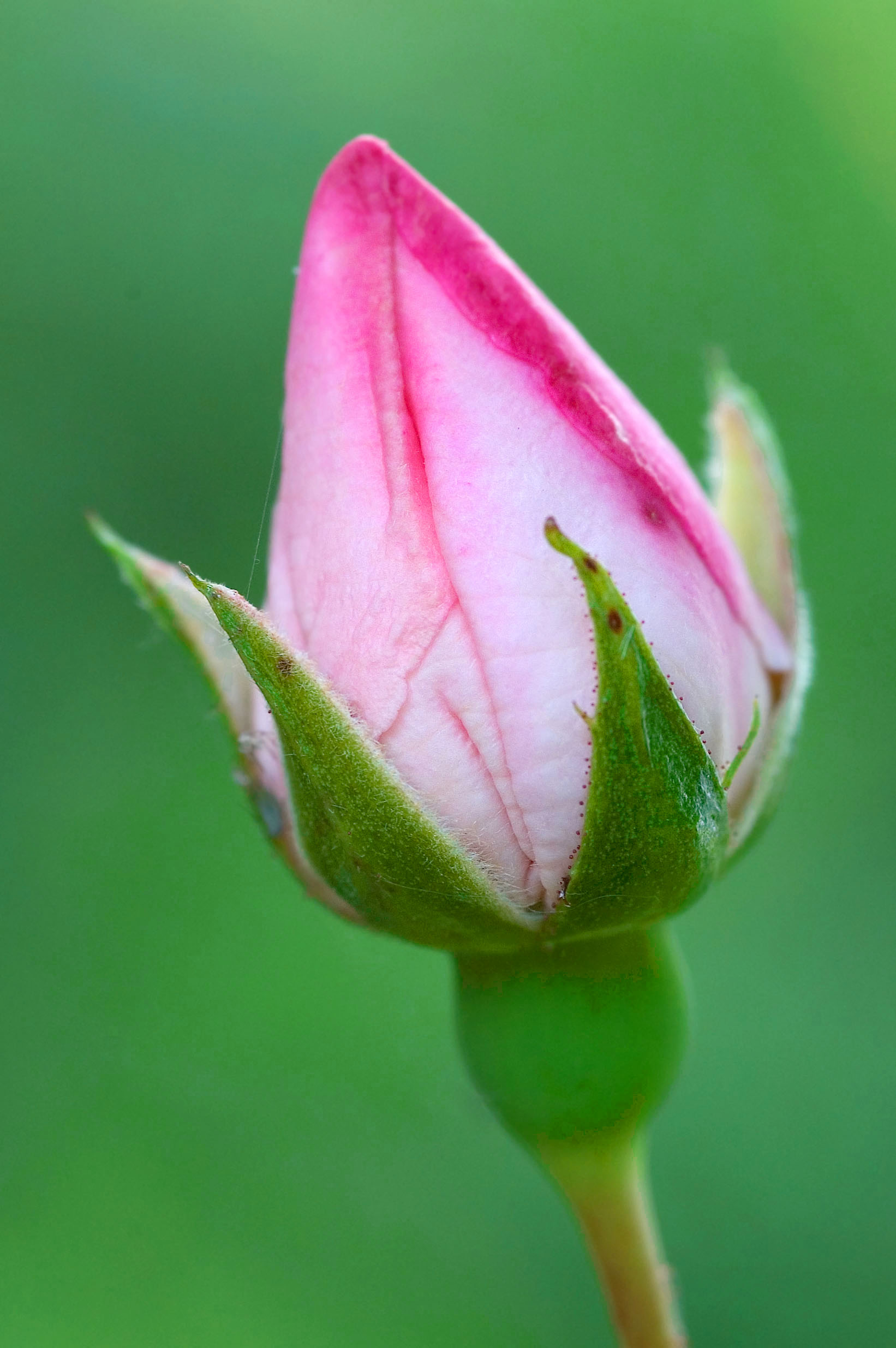
غنچه یک گل رز

## تنوع
تعداد گونه‌های گیاهان گل‌دار در محدوده ۲۵۰۰۰۰ تا ۴۰۰۰۰۰ تخمین زده می‌شود. این در مقایسه با حدود ۱۲۰۰۰ گونه خزه و ۱۱۰۰۰ گونه سرخس‌تباران است که نشان می‌دهد گیاهان گل‌دار بسیار متنوع‌تر هستند. تعداد خانواده‌ها در ای‌جی‌پی (۱۹۹۸)، ۴۶۲ بود. در ای‌جی‌پی دوم(۲۰۰۳) حل نشده است، حداکثر ۴۵۷ است، اما در این تعداد ۵۵ تفکیک اختیاری وجود دارد، به‌طوری که حداقل تعداد خانواده‌ها در این سیستم ۴۰۲ است. در ای‌جی‌پی سوم (۲۰۰۹) ۴۱۵ خانواده وجود دارد. در مقایسه با سیستم ای‌جی‌پی سوم، سیستم ای‌جی‌پی چهارم، پنج راسته جدید (Boraginales, Dilleniales, Icacinales, Metteniusales و Vahliales) را به همراه برخی خانواده‌های جدید تشخیص می‌دهد که در مجموع ۶۴ راسته نهان‌داگان و ۴۱۶ خانواده را تشکیل می‌دهند. تنوع گیاهان گل‌دار به‌طور مساوی توزیع نشده است. تقریباً همه گونه‌ها به کلادهای دولپه‌ای‌های نو (۷۵٪)، تک‌لپه‌ای (۲۳٪) و مگنولیان (۲٪) تعلق دارند. پنج کلاد باقیمانده شامل کمی بیش از ۲۵۰ گونه در کل است؛ یعنی کمتر از ۰٫۱ درصد از تنوع گیاهان گل‌دار که بین ۹ خانواده تقسیم شده است. ۴۳ متنوع‌ترین از ۴۴۳ خانواده گیاهان گل‌دار بر اساس گونه، در محدوده ای‌جی‌پی آنها، عبارتند از،
1. کاسنیان: ۲۲۷۵۰ گونه
2. ثعلبیان: ۲۱۹۵۰
3. باقلاییان: ۱۹۴۰۰
4. روناسیان: ۱۳۱۵۰
5. گندمیان: ۱۰۰۳۵
6. نعنائیان: ۷۱۷۵
7. فرفیونیان: ۵۷۳۵
8. ملاستوماتاسه: ۵۰۰۵
9. موردیان: ۴۶۲۵
10. خرزهره‌ایان: ۴۵۵۵
11. جگنیان: ۴۳۵۰
12. پنیرکیان: ۴۲۲۵
13. گل‌شیپوریان: ۴۰۲۵
14. خلنگیان: ۳۹۹۵
15. جسنریان: ۳۸۷۰
16. چتریان: ۳۷۸۰
17. شب‌بویان: ۳۷۱۰
18. فلفل‌سیاهیان: ۳۶۰۰
19. آناناسیان: ۳۵۴۰
20. پاخرسیان: ۳۵۰۰
21. گل‌سرخیان: ۲۸۳۰
22. گاوزبانیان: ۲۷۴۰
23. گزنه‌ایان: ۲۶۲۵
24. آلالگان: ۲۵۲۵
25. برگ‌بوئیان: ۲۵۰۰
26. بادنجانیان: ۲۴۶۰
27. گل‌استکانیان: ۲۳۸۰
28. نخلیان: ۲۳۶۱
29. آنوناسه: ۲۲۲۰
30. میخکیان: ۲۲۰۰
31. گل‌جالیزان: ۲۰۶۰
32. تاج‌خروسیان: ۲۰۵۰
33. زنبقیان: ۲۰۲۵
34. علف‌فرشیان: ۲۰۲۰
35. سدابیان: ۱۸۱۵
36. نازبیابانیان: ۱۷۴۵
37. گل‌میمونیان: ۱۷۰۰
38. گل‌سپاسیان: ۱۶۵۰
39. پیچکیان: ۱۶۰۰
40. شکرپارگان: ۱۶۰۰
41. ناترکیان: ۱۵۸۰
42. کاکتوس: ۱۵۰۰
43. عشقه‌ایان: ۱۴۵۰

از این میان، ثعلبیان، گندمیان، جگنیان، گل‌شیپوریان، گاوزبانیان، نخل، و زنبقیان خانواده‌های تک‌لپه‌ای هستند. فلفل‌سیاهیان، برگ‌بوئیان، و آنوناسه دولپه‌های مگنولیان هستند. بقیه خانواده‌ها دولپه‌ای‌های نو هستند.

## تولید مثل

### لقاح و جنین‌زایی

چرخه زندگی نهان‌دانگان

لقاح مضاعف به فرآیندی گفته می‌شود که در آن دو سلول اسپرم سلول‌های تخمک را بارور می‌کنند. این فرایند زمانی شروع می‌شود که یک دانه گرده به کلاله مادگی (ساختار تولیدمثلی ماده) بچسبد، جوانه بزند و یک لوله گرده بلند رشد کند. در حالی که این لوله گرده در حال رشد است، یک سلول مولد هاپلوئید در لوله پشت هسته لوله حرکت می‌کند. سلول مولد توسط میتوز تقسیم می‌شود و دو سلول اسپرم هاپلوئید (n) تولید می‌کند. همان‌طور که لوله گرده رشد می‌کند، راه خود را از کلاله، به سمت پایین و به داخل تخمدان باز می‌کند. در اینجا لوله گرده به میکروپیل تخمک می‌رسد و راه خود را به یکی از سلول هم‌افزایی هضم می‌کند و محتویات آن (شامل سلول‌های اسپرم) را آزاد می‌کند. هم‌افزایی که سلول‌ها در آن آزاد می‌شوند، تحلیل می‌رود و یک اسپرم راه خود را برای بارور کردن سلول تخمک باز می‌کند و یک زیگوت دیپلوئید (۲n) تولید می‌کند. سلول اسپرم دوم با هر دو هسته سلول مرکزی ترکیب می‌شود و یک سلول تریپلوئید (۳n) تولید می‌کند. همان‌طور که زیگوت به رویان تبدیل می‌شود، سلول تریپلوئید به درون‌دانه تبدیل می‌شود که به‌عنوان منبع غذایی رویان عمل می‌کند. اکنون تخمدان به میوه تبدیل می‌شود و تخمک به بذر تبدیل می‌شود.

### میوه و بذر
همان‌طور که رشد جنین و درون‌دانه در داخل کیسه جنینی پیش می‌رود، دیواره کیسه بزرگ می‌شود و با هسته (که به همین ترتیب در حال بزرگ شدن است) و پوش ترکیب می‌شود و پوشش بذر را تشکیل می‌دهد. دیواره تخمدان رشد می‌کند تا میوه یا فرابر را تشکیل دهد که شکل آن ارتباط نزدیکی با نوع سیستم پخش بذر دارد.
غالباً تأثیر لقاح فراتر از تخمدان احساس می‌شود و سایر قسمت‌های گل در تشکیل میوه شرکت می‌کنند، برای نمونه، نهنج گل در سیب، توت‌فرنگی و سایرین.
ویژگی پوسته بذر رابطه مشخصی با میوه دارد. آنها از جنین محافظت می‌کنند و به انتشار کمک می‌کنند. آنها همچنین ممکن است به‌طور مستقیم جوانه‌زنی را تسریع کنند. در میان گیاهانی که میوه‌های غیرقابل رشد دارند، به‌طور کلی، میوه از جنین محافظت می‌کند و انتشار را تضمین می‌کند. در این مورد، پوشش بذر فقط کمی توسعه یافته است. اگر میوه شکوفا باشد و بذر در دید قرار گیرد، به‌طور کلی، پوشش بذر به خوبی توسعه یافته است و باید وظایفی را که در غیر این صورت توسط میوه انجام می‌شود، انجام دهد.
در برخی موارد، مانند خانواده کاسنیان، گونه‌ها برای نشان دادن هتروکارپی یا تولید شکل‌های مختلف میوه فرگشت یافته‌اند. این شکل‌های میوه که از یک گیاه تولید می‌شوند، از نظر اندازه و شکل متفاوت هستند که بر دامنه پراکندگی و سرعت جوانه‌زنی تأثیر می‌گذارند. این شکل‌های میوه با محیط‌های مختلف سازگار می‌شوند و شانس بقا را افزایش می‌دهند.

### میوز

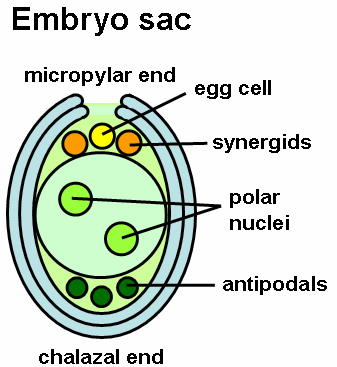
تخمک (کیسه جنینی) با مگاگامتوفیت: سلول تخمک (زرد)، هم‌افزایی (نارنجی)، سلول مرکزی با دو هسته قطبی (سبز روشن) و آنتی‌پودال (سبز تیره)

مانند همه موجودات چندسلولی دیپلوئیدی که از تولیدمثل جنسی استفاده می‌کنند، گیاهان گل‌دار با استفاده از نوع خاصی از تقسیم سلولی به نام میوز، گامت تولید می‌کنند. میوز در تخمک اتفاق می‌افتد - ساختاری در تخمدان که در داخل مادگی در مرکز گل قرار دارد (نمودار با برچسب «چرخه زندگی نهان‌دانگان» را ببینید). یک سلول دیپلوئیدی (سلول مادر بزرگ‌هاگ (کیسه رویانی)) در تخمک تحت میوز (شامل دو تقسیم سلولی متوالی) قرار می‌گیرد تا چهار سلول (بزرگ‌هاگ) با هسته‌های هاپلوئید تولید کند. گمان می‌رود که تعداد کروموزوم‌های پایه در گیاهان گل‌دار n=۷ باشد. سپس یکی از این چهار سلول (بزرگ‌هاگ) تحت سه تقسیم میتوزی متوالی قرار می‌گیرد تا یک کیسه جنینی نابالغ (مگاگامتوفیت) با هشت هسته هاپلوئید تولید کند. در مرحله بعد، این هسته‌ها با سیتوکینز به سلول‌های جداگانه جدا می‌شوند تا سه سلول آنتی‌پودال، دو سلول هم‌افزایی و یک سلول تخمک تولید کنند. دو هسته قطبی در سلول مرکزی کیسه جنینی باقی مانده است.
گرده نیز توسط میوز در بساک نر (microsporangium) تولید می‌شود. در طول میوز، یک سلول مادر ریزهاگ دیپلوئیدی تحت دو تقسیم میوز متوالی قرار می‌گیرد تا چهار سلول هاپلوئید (ریزهاگ یا گامت نر) تولید کند. هر یک از این ریزهاگ‌ها، پس از میتوزهای بیشتر، تبدیل به یک دانه گرده (میکروگامتوفیت) می‌شود که حاوی دو سلول مولد هاپلوئید (اسپرم) و یک هسته لوله است. هنگامی که یک دانه گرده با کلاله ماده تماس پیدا می‌کند، دانه گرده یک لوله گرده تشکیل می‌دهد که به سمت تخمدان رشد می‌کند. در عمل لقاح، یک هسته اسپرم نر با هسته تخمک ماده ترکیب می‌شود و یک زیگوت دیپلوئیدی تشکیل می‌دهد که سپس می‌تواند به یک رویان در درون بذرهای تازه تشکیل شده تبدیل شود. با جوانه زدن بذر، گیاه جدیدی می‌تواند رشد کرده و بالغ شود.
عملکرد تطبیقی میوز در حال حاضر مورد بحث است. یک رویداد کلیدی در طول میوز در یک سلول دیپلوئید جفت شدن کروموزوم همتا و نوترکیبی هم‌ساخت بین کروموزوم‌های همولوگ است. این فرایند تولید افزایش تنوع ژنتیکی در بین نتاج و ترمیم نوترکیبی آسیب‌های موجود در دی‌ان‌ای برای انتقال به فرزندان را ترویج می‌کند. برای توضیح عملکرد تطبیقی میوز در گیاهان گل‌دار، برخی از نویسندگان بر تنوع و برخی دیگر بر ترمیم دی‌ان‌ای تأکید می‌کنند.

### نامیختگی
نامیختگی (تکثیر از طریق بذرهای غیرجنسی) به‌طور طبیعی در حدود ۲٫۲ درصد از جنس‌های گیاهان گل‌دار یافت می‌شود. یکی از انواع نامیختگی، آپومیکس گامتوفیتی که در گونه‌های قاصدک یافت می‌شود شامل تشکیل یک کیسه جنینی کاهش نیافته به‌دلیل میوز ناقص (آپومیوز) و رشد جنین از تخمک کاهش نیافته در داخل کیسه جنین، بدون لقاح (بکرزایی) است.
برخی از گیاهان گل‌دار، از جمله بسیاری از گونه‌های مرکبات، قادر به تولید میوه از طریق نوعی نامیختگی به نام جنین هسته‌ای هستند.

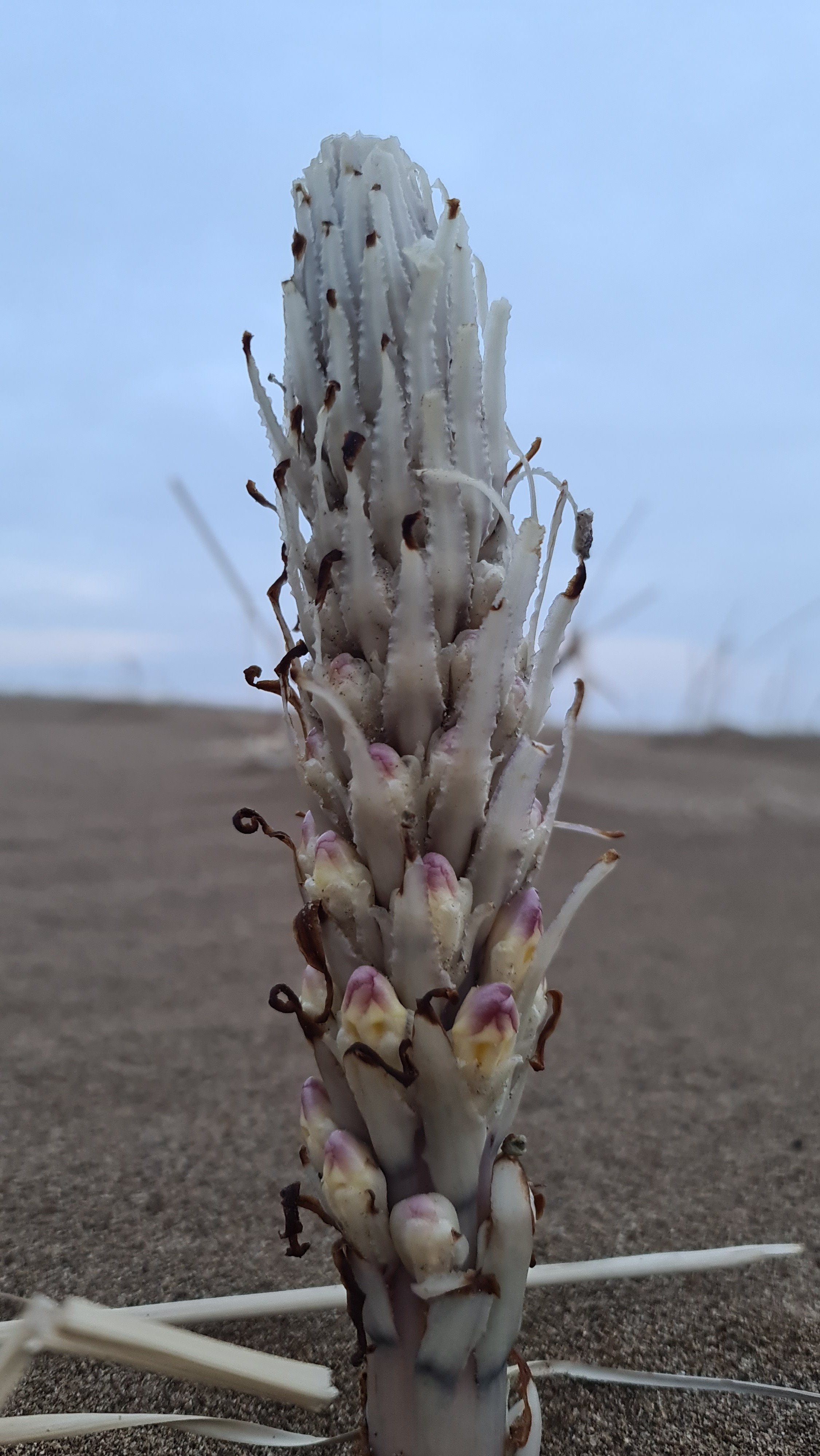
گلهایی که از میان ماسه‌های کویر مرنجاب ایران بیرون آمده

## اهمیت اقتصادی

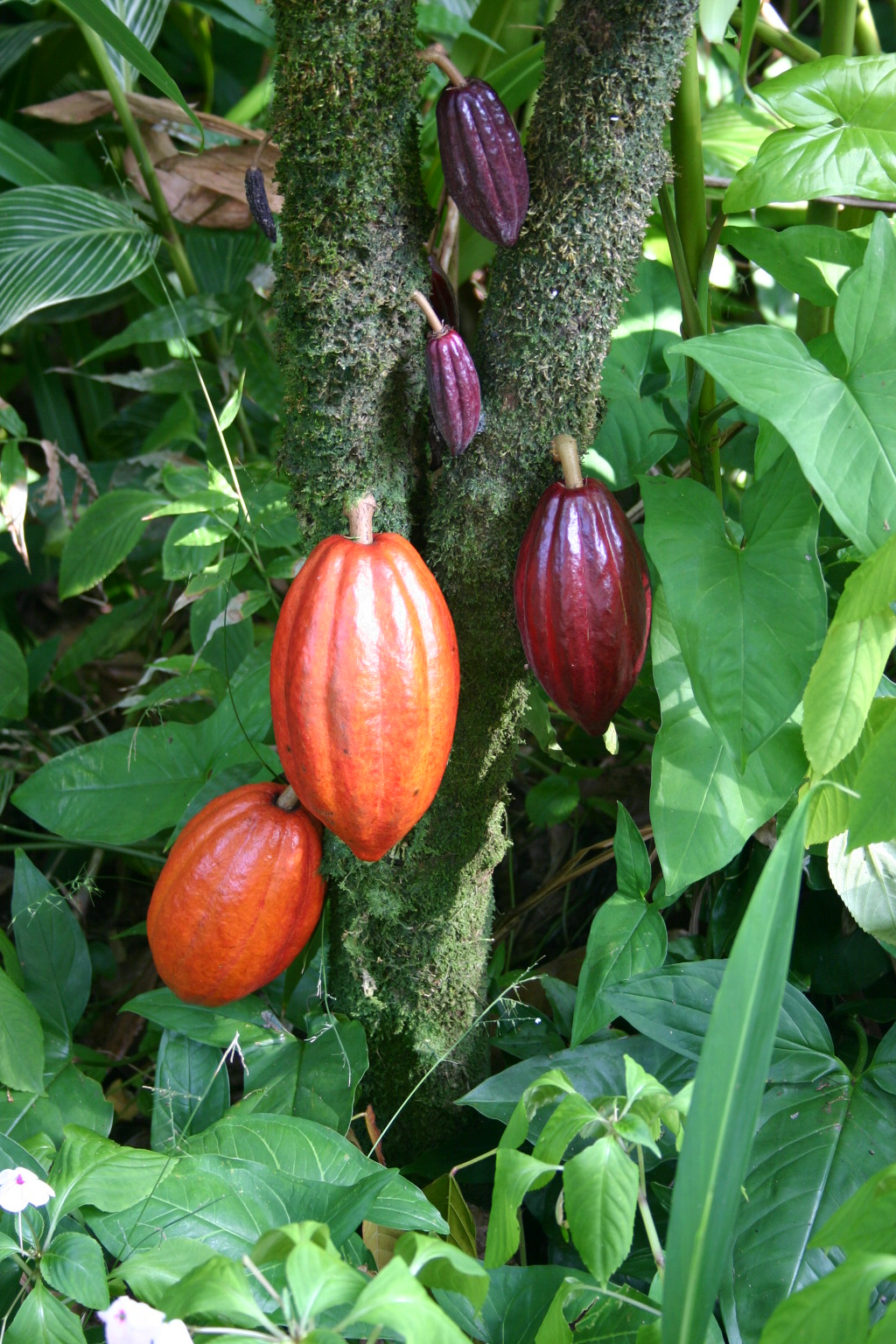
غلاف کاکائو در مراحل مختلف رسیدن

کشاورزی تقریباً به‌طور کامل به گیاهان گل‌دار وابسته است که تقریباً تمام مواد غذایی گیاهی را تأمین می‌کند و همچنین مقدار قابل توجهی از خوراک دام را تأمین می‌کند. از میان همه خانواده‌های گیاهان، خانواده گندمیان یا علف‌ها (تهیه‌کننده غلات) مهم‌ترین بخش عمده‌ای از مواد اولیه هستند (برنج، ذرت، گندم، جو، چاودار، جو دوسر، ارزن مرواریدی، نیشکر، ذرت خوشه‌ای).
خانواده باقلاییان یا خانواده حبوبات در رتبه دوم قرار دارند. همچنین خانواده بادنجانیان یا سایه‌شب (سیب‌زمینی، گوجه‌فرنگی و فلفل و غیره) از اهمیت بالایی برخوردار هستند.
خانواده کدوییان یا کدو (از جمله کدو تنبل و ملون)، خانواده شب‌بویان یا گیاه خردل (شامل کلزا و گونه‌های بی‌شماری از گونه‌های کلم و کلم وحشی)؛ و خانواده چتریان یا جعفری. بسیاری از میوه‌های ما از خانواده سدابیان (شامل پرتقال، لیمو، گریپ‌فروت و غیره) و گل‌سرخیان یا خانواده گل رز (از جمله سیب، گلابی، گیلاس، زردآلو، آلو و غیره) می‌آیند.
در برخی از نقاط جهان، گونه‌های منفرد خاصی به‌دلیل استفاده‌های گوناگون از اهمیت ویژه‌ای برخوردارند، برای مثال نارگیل در جزایر اقیانوس آرام و زیتون در منطقه مدیترانه.
گیاهان گل‌دار همچنین منابع اقتصادی را در قالب چوب، کاغذ، الیاف (پنبه، کتان و کنف و غیره)، داروها (دیجیتالیس، کافور)، گیاهان تزئینی و محوطه‌سازی و بسیاری موارد دیگر فراهم می‌کنند. قهوه و کاکائو نوشیدنی رایجی هستند که از گیاهان گل‌دار به‌دست می‌آیند.
منطقه اصلی که در آن گیاهان دیگر از آنها پیشی گرفته‌اند - یعنی درختان مخروطی که غیرگل‌دار هستند، تولید الوار و کاغذ است.